# Колісники (Ніжинський район)
Колі́сники — село в Україні, у Вертіївській сільській громаді Ніжинського району Чернігівської області. Населення становить близько 300 осіб. До 2020 року орган місцевого самоврядування — Колісниківська сільська рада. Перша згадка про село Колісники в історичних документах датується 1648 роком.

## Історія

### Прадавня історія місцевості навколо Колісників.
Перші поселення на території поблизу Колісників датуються Бронзовою добою (II-I тисячоліття до н.е.) та Залізною добою (I тисячоліття до н.е.), залишки поселень Залізної доби були знайдені на південний схід від села за колишньою фермою.

Починаючи із шостого століття нашої ери, територію Чернігівщини стали заселяти східнослов'янські племена, зокрема плем'я Сіверян. 

Городище часів Київської Русі.

На землях навколо Ніжина, в часи Київської Русі, існували поодинокі городища (укріплення), а сам Ніжин (Ніжатин) був укріпленим центром Чернігівського князівства. Залишки одного з городищ і досі існують поблизу с. Плоске (приблизно 4 км від Колісників).
У жовтні 1239 року, укріплення старого Ніжина знищив загін монгольського хана Мунке, після чого майже півтора сторіччя в спустошених околицях міста кочували ватаги бродників.
1385 року землі навколо Ніжина, та й саме місто, Великий київський князь Володимир Ольгердович подарував  у володіння нащадку Володимира Мономаха князю Юрію Половцю-Рожиновському.

До 1503 року Ніжинщина була у складі Князівства Литовського.

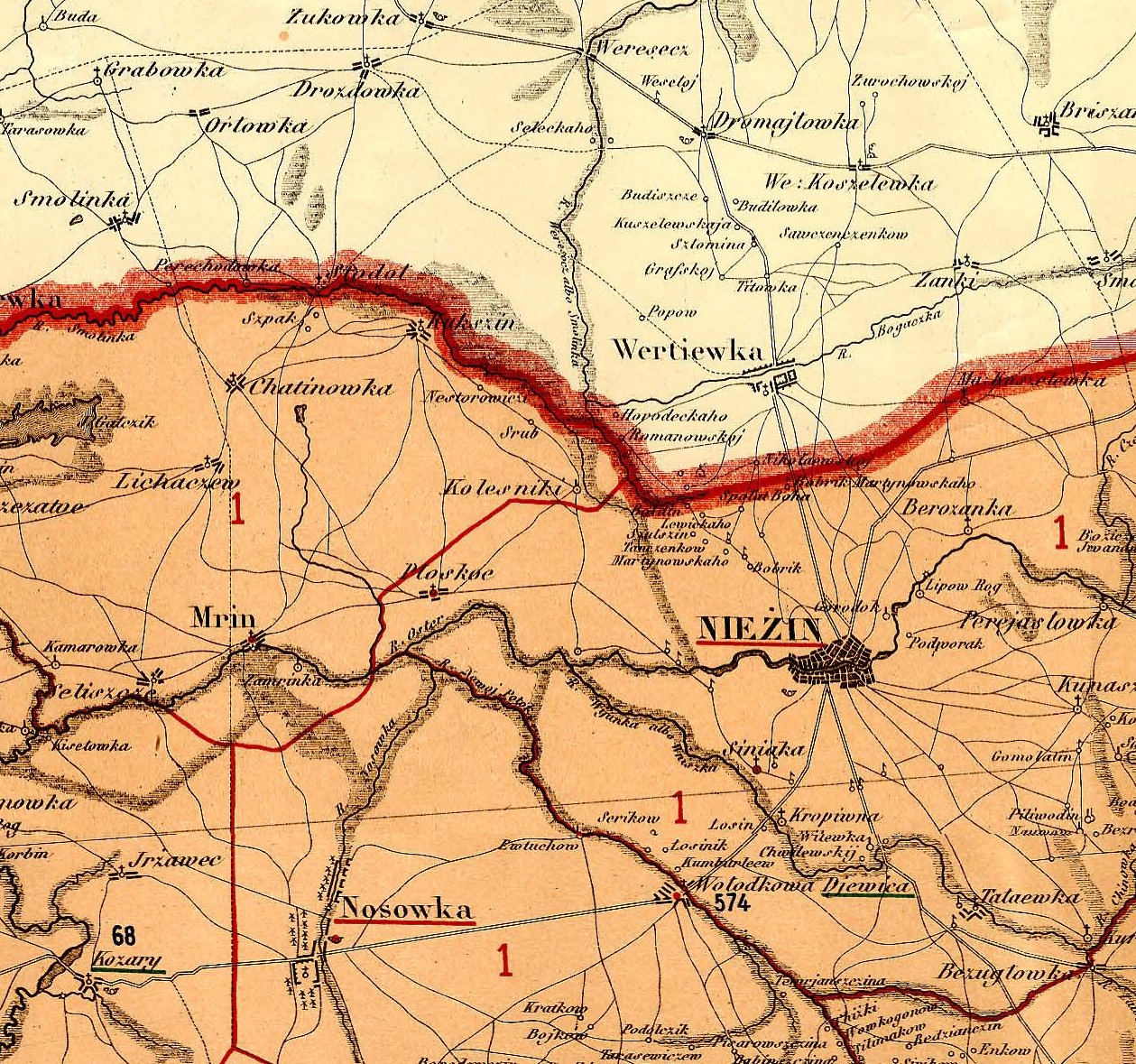
"Атлас Речі Посполитої XVI-XVII ст.".

З 1503 по 1618 рік Ніжинські землі були малозаселені та формально були у володінні Московського князівства (з 1547 року Московське царство). Кордон між Річчю Посполитою та Московією у XVI сторіччі проходив по річці Смолянка, у 2-3 км від теперішніх Колісників.

### XVII століття.

#### Перші згадки про Колісники.
Після закінчення у Польсько-московської війни 1618 року ніжинські землі перейшли в склад Речі Посполитої і почалось масове переселення селян з правобережжя на малозаселені нові землі Лівобережжя, зокрема Ніжинщини. 
25 березня 1625 року було видано наказ про надання Ніжину магдебурзького права  в якому визначені межі землі, які належать ніжинському магістрату.
| «... Кордон тих ґрунтів міських Ніжинських вважається від двох річок Дівиць, де ці річки розділились і межують Носівку з Ніжином ... річкою Остром, на долину по болото плоске, болотом плоским в гору, з одного боку того болота до дороги чернігівської*, між Ніжином і болотом плоским на Чернігів ідучи та дорога до річки Смолянки ...» *частина дороги "з Ніжина на Чернігів між болотом плоским і Смолянкою" — це сучасна вул. Гоголя в с. Колісники. — із наказу про надання Магдебурзького права місту Ніжину королем Речі Посполитої Сигізмундом III. 26 березня 1625 р. [7] |
Перші мешканці були переселенцями з Ніжина ремісниками-колесниками, і за прізвищем вони були записані Колесник (Колісник). Ще до кінця XX сторіччя в Колісниках жили люди з прізвищем Колесник.

#### Війна 1648-1657 років.
Вперше село Колісники згадується 1648 року у наказі короля Речі Посполитої Владислава IV про передачу Кукшина, Мильників та Колісників у володіння вдові померлого шляхтича Петровського. Згодом вдова Петровського одружилася з  Олександром Цурковським, що був ніжинським войтом (міським головою) з 1660 по 1683 рік, який став власником земель в Колісниках.
| «... przenieść majątek w drodze dziedziczenia selęnje Kukśin z prisąłąk Kolesniki i drevnią Miłniki.» (... передати власність у спадок село Кукшин с приселком Колесниками и деревней Мильники.) — із наказу короля Речі Посполитої Владислава IV. 1648 р. |
У червні 1648 р. війська Богдана Хмельницького визволили Ніжинщину від панування Речі Посполитої. У цей час сформували Ніжинський козацький полк. Жителі Колісників брали участь у Національно-визвольній війні 1648-1657 рр. у складі Другої Ніжинської сотні Ніжинського полку.
В реєстрових списках Другої Ніжинської сотні за 1649 рік зазначено мешканців Колісників козаків братів Лаврина та Гапона Давиденків — синів посполитого селянина Давида Колесника , які перейшли з посполитих селян в козаки і змінили прізвище.
1654 р., Ніжин, як і вся територія Лівобережжя, перейшов під владу Московії. Навіть після підписання Переяславських угод не припинялась боротьба між прихильниками Речі посполитої, прихильниками переходу українських земель під владу Московії та борцями за повну незалежність Гетьманщини. Остаточний перехід Ніжинщини і Колісників під протекторат Московії відбувся після "Чорної ради" в Ніжині 17-18 червня 1663 року, коли гетьманом Лівобережної України було обрано Івана Брюховецького, а ніжинського полковника Василя Золотаренка було страчено 18 вересня 1663 року. Козаки, що брали участь у збройній боротьбі на боці московитів проти польської влади, тепер отримали земельні наділи винагородою за бойові заслуги. Деякі з них поселилися на хуторі поблизу Колісників, який і досі називається "Козачий куток" (тепер у складі села). Козацькими родами, що постійно мешкали в Колісниках, були сім'ї з прізвищами Блуд, Давиденко, Любченко, Овдієнко, Полулях, Хоменко, Ювко.
Право власності Олександра Петровича Цурковського на землі в Колісниках було підтверджено указом царя Алєксєя Міхайловіча 1660 року.
| «Божіею милостію мы, великій государъ, царъ и великій князь Алексѣй Михайловичъ ... (По титулѣ) — пожаловали есмо нашего царского величества города Нѣжина войта Александра Цурковского, что в нинѣшномъ (1660) году билъ челомъ намъ, великому государю, онъ, Александеръ, по привиліямъ, польскаго короля и нашего царского величества войска запорожскаго гетмановъ Богдана и Юря Хмельницкихъ ... По нашей государской милости, нѣжинскому войту Александру Цурковскому и дѣтемъ его тѣми деревнями Кукшинской, и Колесниками, Мильниками с мелницею и со крестяни и со всѣми угодіи да мелницями Вересовкою и Козаровскою, буде онъ нинѣ владѣетъ и спору нѣтъ, и челобития ни от кого не будетъ, владѣти и доходи всякіе имати, по чему с тѣхъ деревенъ и мелницъ имиванно напредъ сего. Дана сія наша царского величества жалованная грамота в нашемъ царствующемъ градѣ Москвѣ лѣта от созданія мира 7168, мѣсяця марта 28 дня.» — 1660 рік. Указ московського царя Алєксєя Міхайловіча про володіння селом Колісники ніжинським войтом Александром Цурковським. |
Пізніше гетьман Іван Самойлович перевів Колісники у підпорядкування військової області. Універсалом Гетьмана Івана Мазепи Колісники були повернені у власність Тарасу Забілі:
| «... абѩсмо привернулі имъ во владѣние сѣлом Кукшино с пріселкомъ Колѣсніками и деревнѣй Мыльникі, которые прежде дѣржалъ в своемъ владѣніи небожчикъ Алѣѯандр Цурковський.» — Універсал Гетьмана Івана Мазепи. 1692 р. |
Володіння Тарасом Забілою Колісниками було підтверджено царською грамотою царів Івана V Алєксєєвіча та Петра I Алєксєєвіча від 1695 року.
| «Божіею милостію мы, великіе государы, цари и великій князь Иванъ Алексѣевичъ, Петр Алексѣевичъ ... (далее по титулу) — пожаловали нѣжинскаго полку сотника борзенскаго Тараса, да хоружого Юрія, да Михайла Забѣловъ, велѣли имъ дать сію нашу великихї государей нашего царского величества жалованную грамоту на село Кукшинъ, да на приселокъ Колесники, которимъ прежде сего владѣлъ дѣдъ ихъ родній, бившій нѣжинской войтъ Александеръ Цурковскій, для того: в нинѣшнемъ году (1695) генваря 5 дня билы челомъ намъ великимъ государемъ нашему царскому величеству они ... велѣли имъ тѣмъ селомъ Кукшиномъ и приселкомъ Колесниками с посполитими людми, буди которіе посполітие люде из давнихъ лѣтъ в войсковой росписѣ не нписани и на нашей великихъ государей службѣ в походах не были, послушаніе и повинность отбырать, а иностраннимъ людемъ, которіе с ними смежни, обідъ нѣ в чемъ никакихъ не чинить; на что и сію нашу великихї государей нашего царского величества жалованную грамоту дать имъ указали и на память наследникамъ ихъ. А казаки, в томъ вище помянутомъ селѣ и прилеслке живущіе и в войсковомъ списке обрѣтающіеся, имѣютъ быти при своихъ вольностяхъ ненарушими ... Писана сія наша царского величества жалованная грамота в нашемъ царствующемъ великемъ градъ Москвѣ лѣта от созданія міра 7203, мѣсяця генваря 23 дня, государствованія нашего 13 году.» — Указ московських царів Івана Алєксєєвіча та Петра Алєксєєвіча про володіння селом Колісники братами Тарасом, Юрієм та Михайлом Забілами. |

### XVIII століття.
| «Якъ старожиліе запомнятъ, отъ польскаго владѣнія нѣкоторая шляхтичка удова, прозиваемая Петровская, владѣла; потимъ лянътъ-войтъ нѣжинскій Цурковскій, понявши оную шляхтичку за себе, и деревнею Колесникамы завладѣлъ; а по Цурковскому Самойловичъ и Мазепа гетманы владѣлы; а нынѣ судія енеральній Михайло Забѣла, по грамотѣ монаршой, вовѣчное владѣніе данной дѣду его Цурковскому на оніе села Кукшинъ и Колесниками, по той же грамотѣ.» — Генеральное следствие гетьмана Данила Апостола о маетностях Нежинского полка 1729-1730 гг. |

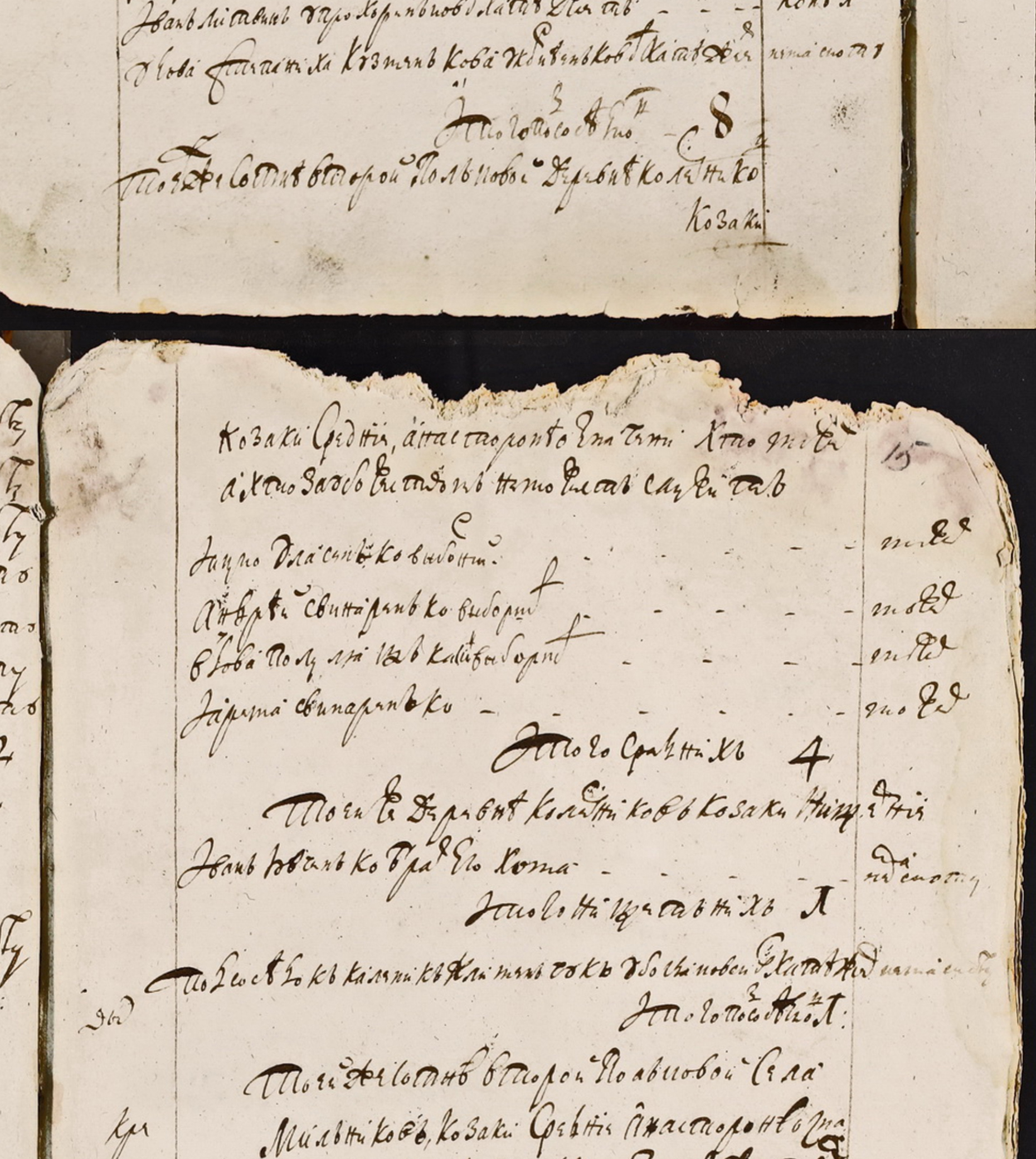
Ревізія Ніжинського полку. 1736 р. (Козаки с. Колісники.)
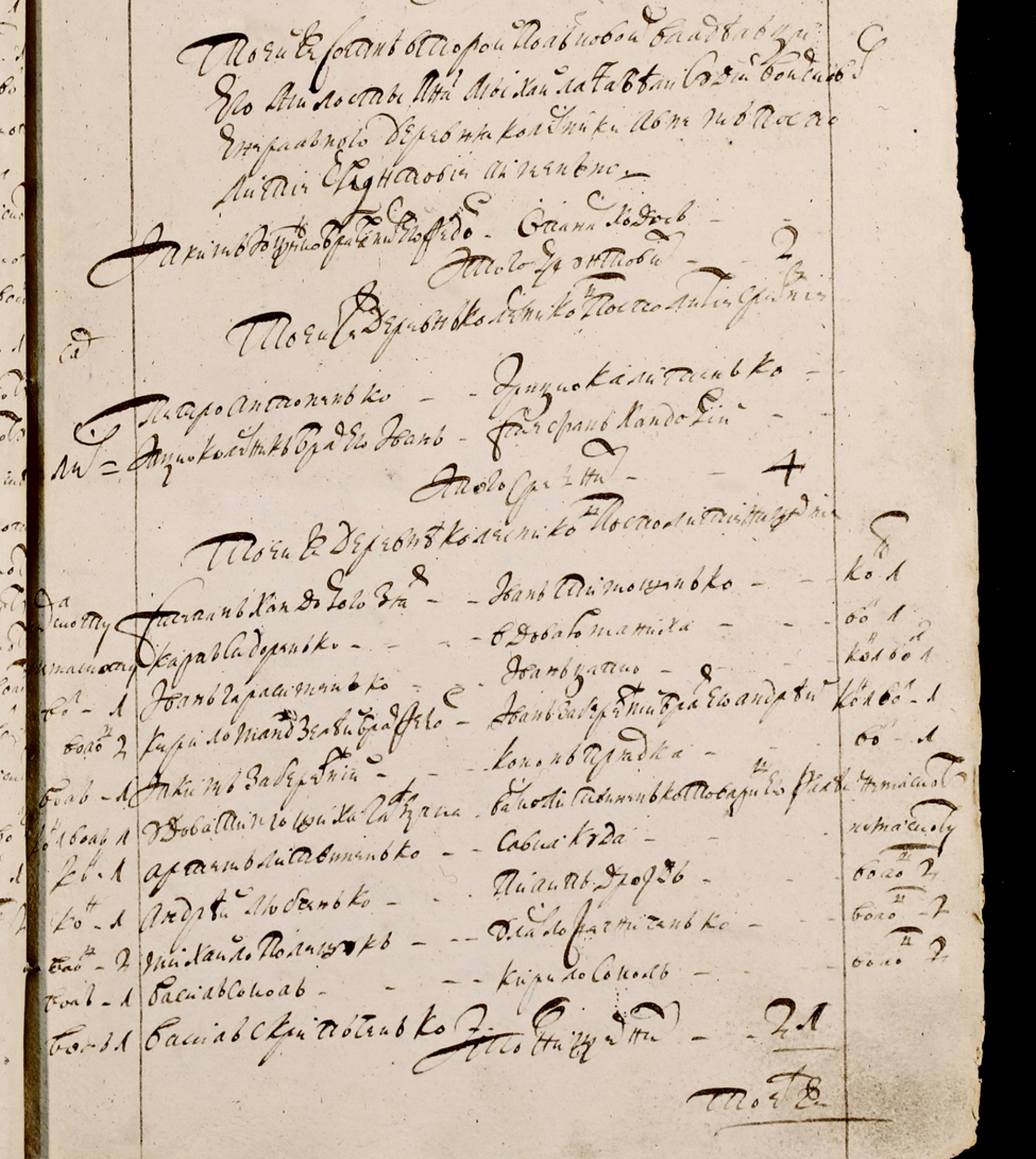
Ревізія Ніжинського полку. 1736 р. (Селяни с. Колісники.)
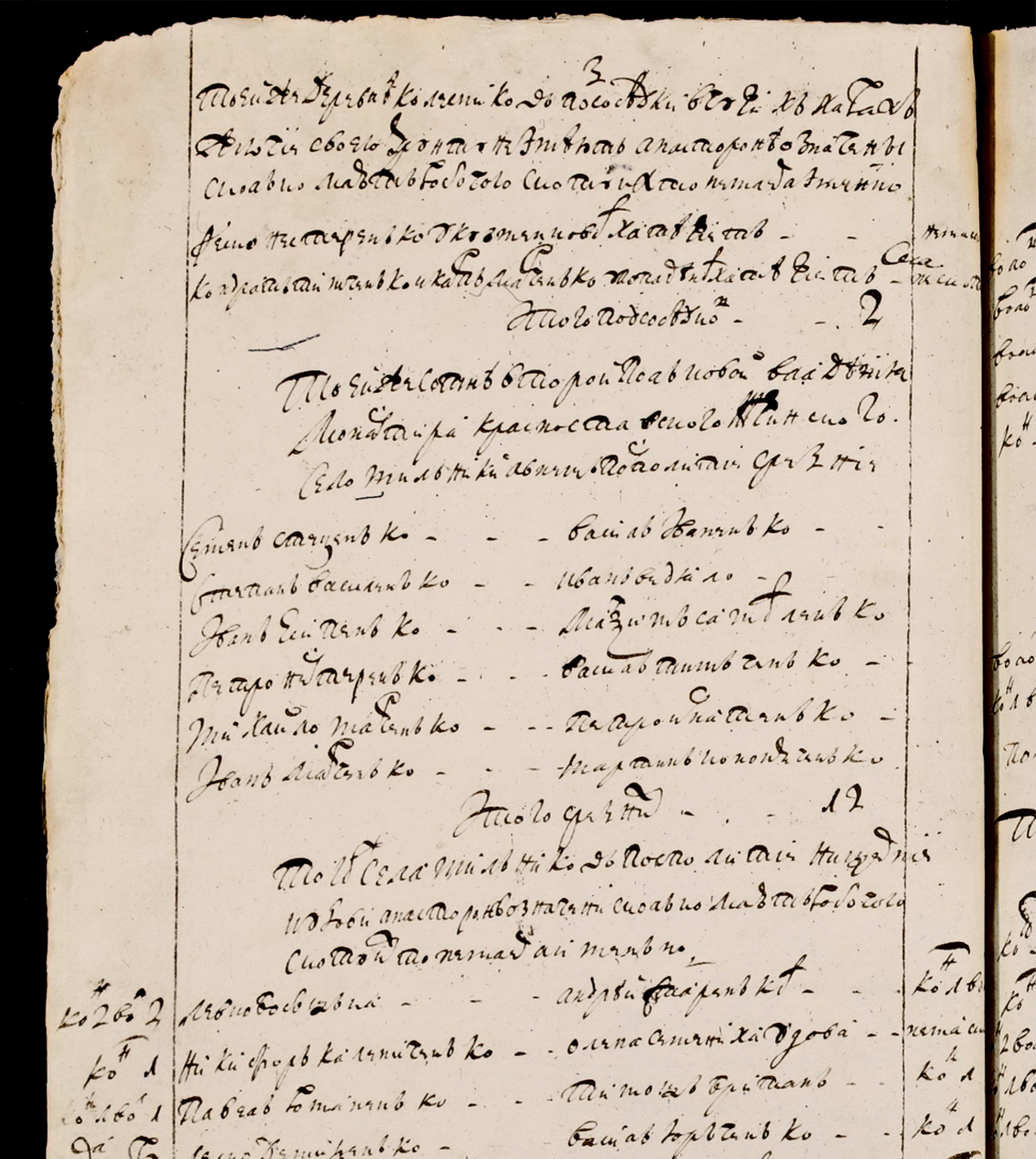
Ревізія Ніжинського полку. 1736 р. (Селяни с. Колісники.)
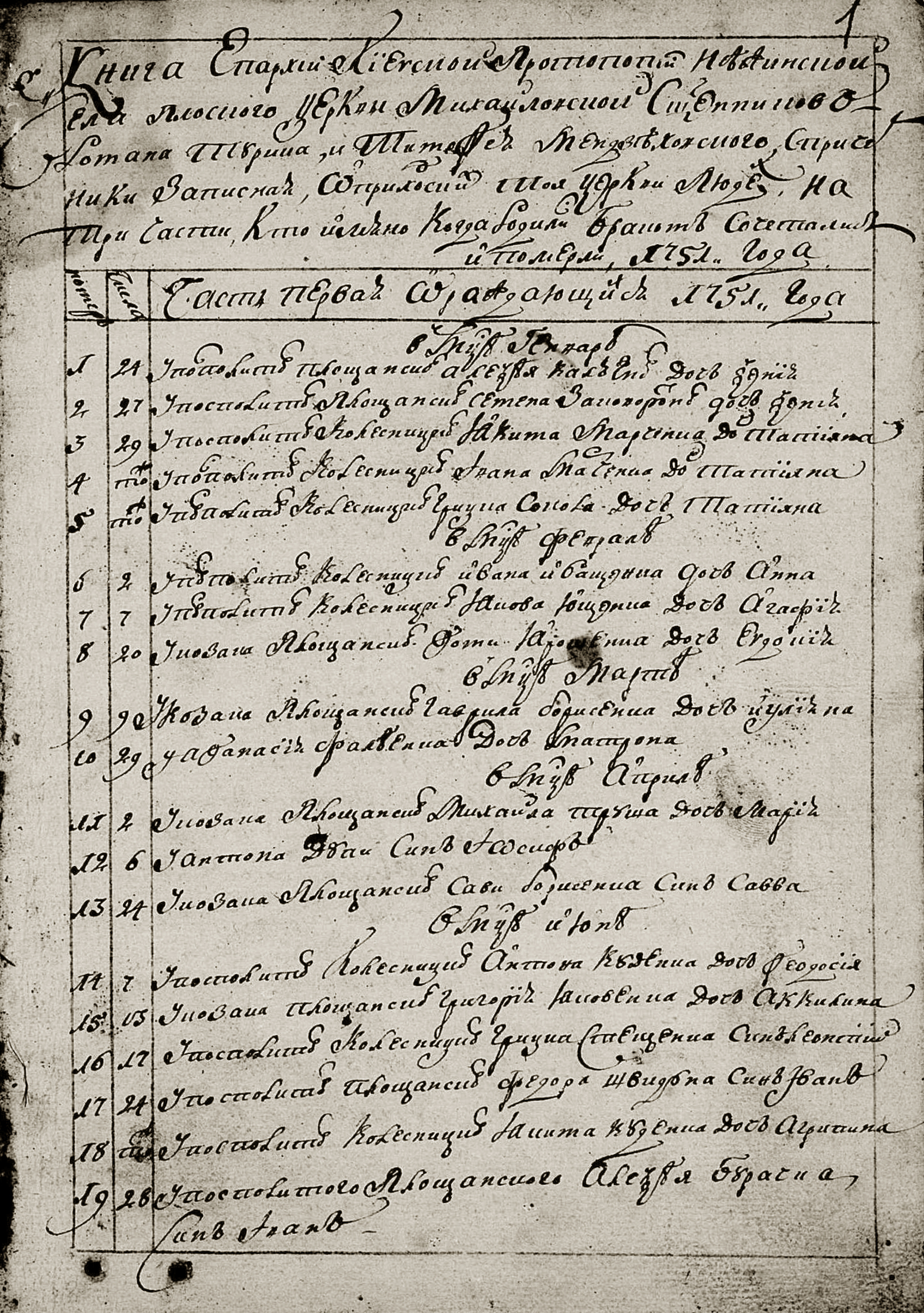
Метричні записи в церкві с. Плоске за 1751 рік про народження жителів с. Колісники.

Згідно з "Ревізією Ніжинського полку. 1736 р." в Колісниках: Козацьких грунтових 4 двори, убогих 1 двір і підсусідків 1 хазяйство. Селян генерального судді Михайла Забіли, грунтових 6 дворів, убогих 21 двір і підсусідків 2 хазяйства.
Згідно з "Опісанієм Черніговскаго намєснічества. 1781 р." в Колісниках: Козацьких 4 двори 11 хазяйств і бездворове 1 хазяйство. Селян спадкоємців Миргородського сотника Кирила Забіли, 53 двори 63 хазяйства і бездворових 3 хазяйства і підсусідків, 3 двори 6 хазяйств.

#### Запровадження кріпосного права 1783 р.
1783 року указом імператриці Катерини II на окремих землях України було запроваджено кріпосне право. До 1783 р., посполиті селяни, хоча і не мали у власності землі, але фактично були вільними. Посполиті селяни мали власне житло і працювали на землі, що належала землевласнику за використання якої платили або частиною вирощеного врожаю, або грошима. Після 1783 року селяни ставали кріпаками і позбавлялись права зміни місця проживання і ставали власністю поміщиків. Поміщик мав право продати кріпака або обміняти на будь-яке майно.
У 1783 році відбувся переросподіл земель у зв'язку з впровадженням кріпосного права, багато землевласників та козаків, що мали власні наділи, були незадоволені розмірами землеволодінь. Саме в цей час відбувалось освоєння та заселення земель в південних губерніях, які нещодавно було відвойовано у Кримського ханства та Османскої імперії. Владі багатьох губерній Російської імперії було поручено заснувати поселення у північному причорномор'ї та фінансово сприяти переселенню туди мешканців губернії. Деякі мешканці Колісників, зокрема козаки, переселились на землі сучасних Херсонської, Запорізької, Миколаївської областей, зокрема мешканець Колісників козак Антон Степанович Полулях (1742-1827) із двома синами у 1783 році переселився у таврійські степи і став мешканцем поселення в північному приазов'ї, нині це село Чернігівка, Бердянського району, Запорізької області. В селі Чернігівка  і нині частина населення має прізвище "Полулях".
Дані перепису населення Колісників кінця XVIII ст.:
| Дѣревня Колесники, общаго владѣнія: - капітана Алеѯандра і Павла Ꙁабѣлъ - мужескаго полу 177 людѣй, женскаго 188; - владѣнія поручика Івана Нѣстеренка - муж. 13, жен. 13; - владѣнія майорши Ѥлісаветы Родзѩнкіной - муж. 11, жен. 10; - владѣнія корнета Стѣпана Ꙁабѣлы - муж. 59, жен. 44; - свободных козаковъ - муж. 37, жен. 49. - хуторъ подъ Колесниками, владѣнія вдовы коллѣжскаго ассесора Ѥвдокіи Гордѣевой муж. 4, жен. 10; Ітого - муж. 301, жен. 314 людѣй. Всѣго - 615 людѣй. |

### XIX століття.

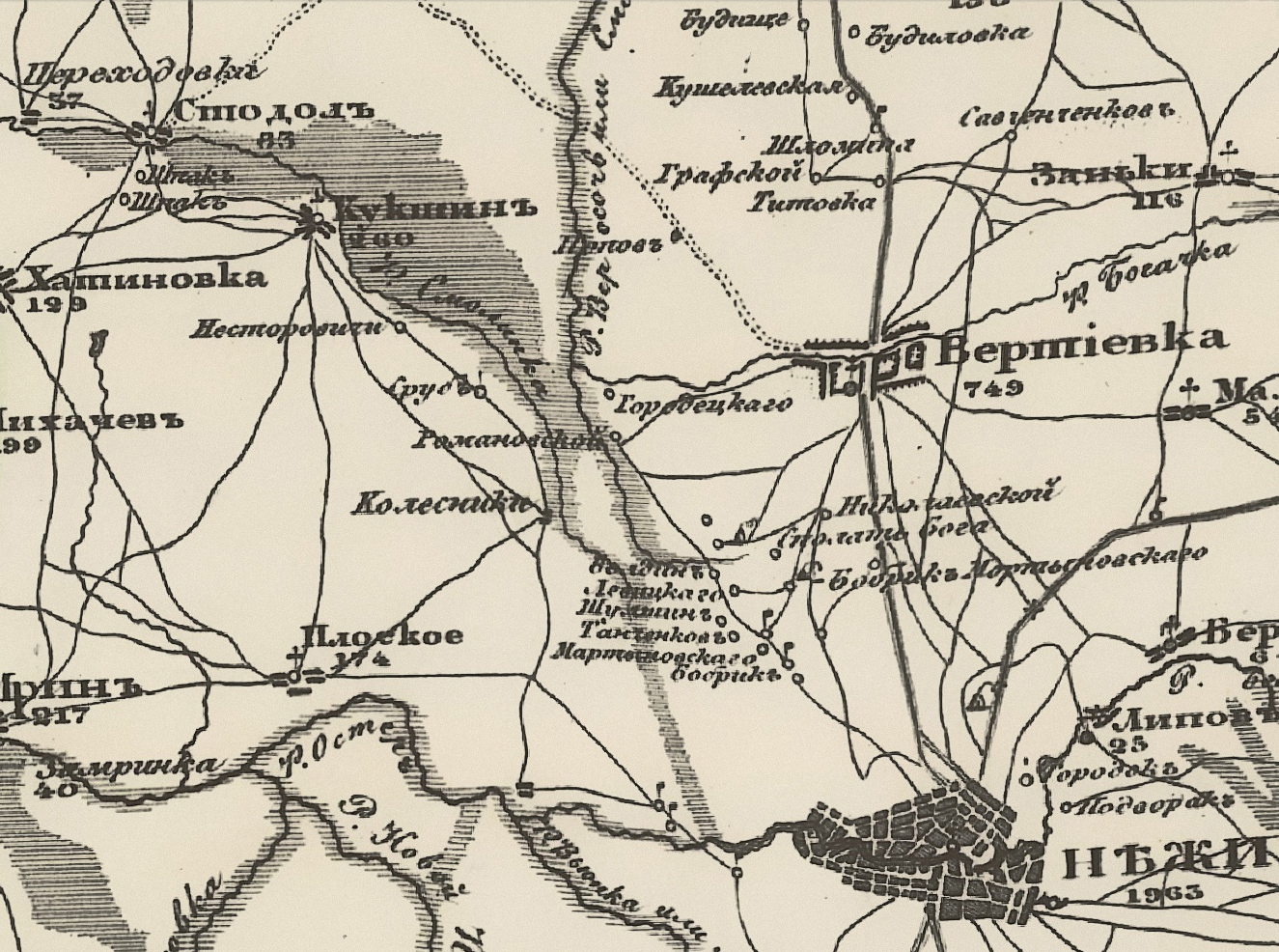
Карта 1820-х років.

В XIX сторіччі село Колісники було у складі Мринської волості Ніжинського повіту Чернігівської губернії. В Колісниках до 1859 року існували два заводи — цегляний та винокурений, які належали поміщику Смирнову.

#### Скасування кріпосного права 1861 р., економічний розвиток.
На момент скасування в Російськії імперії кріпацтва, 1861 року, найбільшими земельними наділами у Колісниках володіли поміщики Величко, Забіла, Ковалевський, Ляцький, Нестерович, Парпура, Смирнов, Фільковська (Хільківська). Після скасування кріпосного права більшість земель всеодно залишились у володінні поміщиків. Через безробіття і недостатні земельні наділи для власного господарювання селяни були вимушені найматись на ремесляну роботу у місті Ніжин та сільськогосподарську роботу у нових землевласників. Місцеве населення так висловлювалось стосовно оновлення господарського життя після 1861 року: "Раніше працювали на пана, тепер працюєм на жида."

За 20 років після скасування кріпосного права, кількість дворів в Колісниках збільшилось більш ніж на третину, з 99 дворів (1859 р.) до 136 дворів (1879 р.).

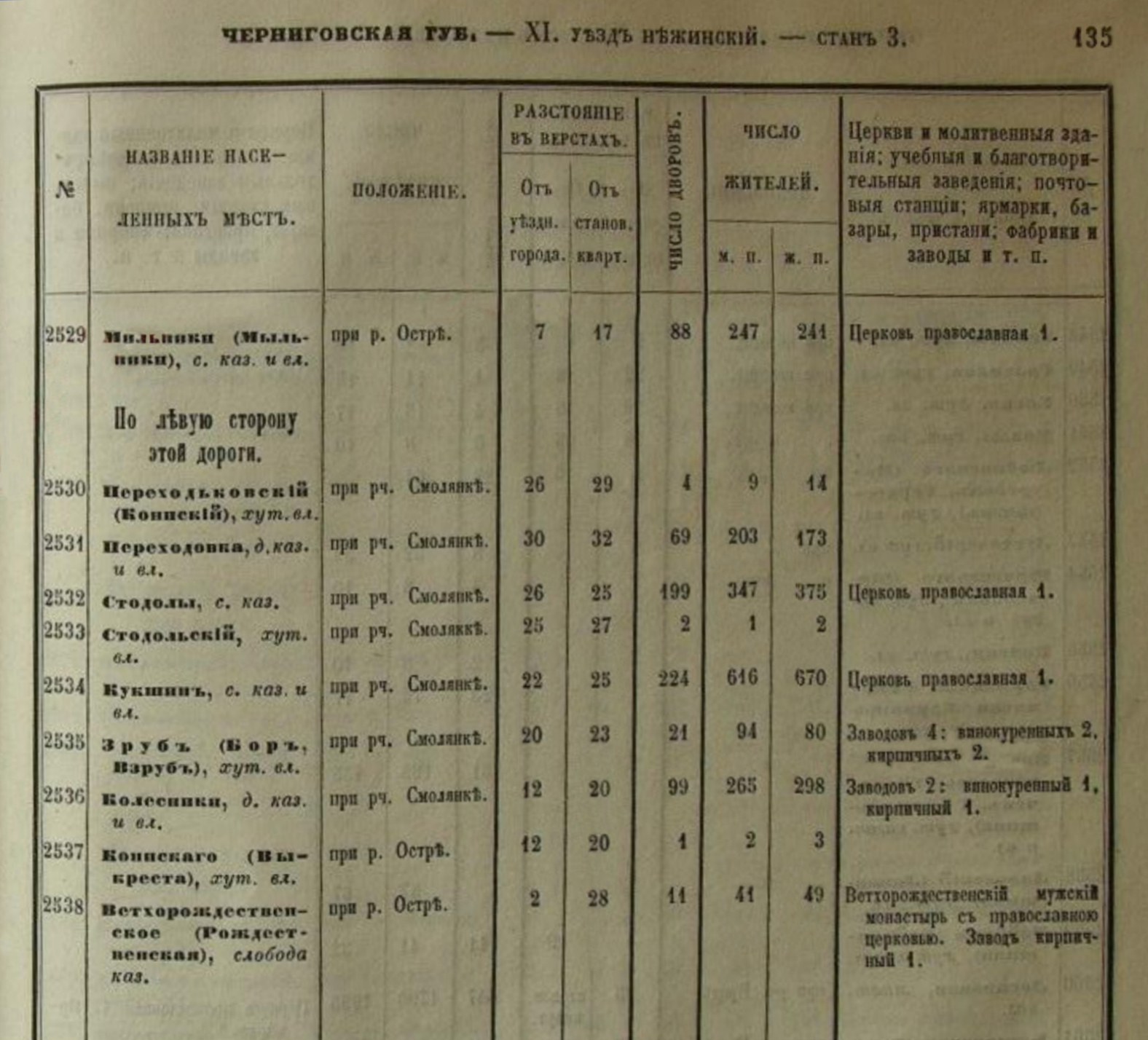
Населення Колісників. 1859 рік.
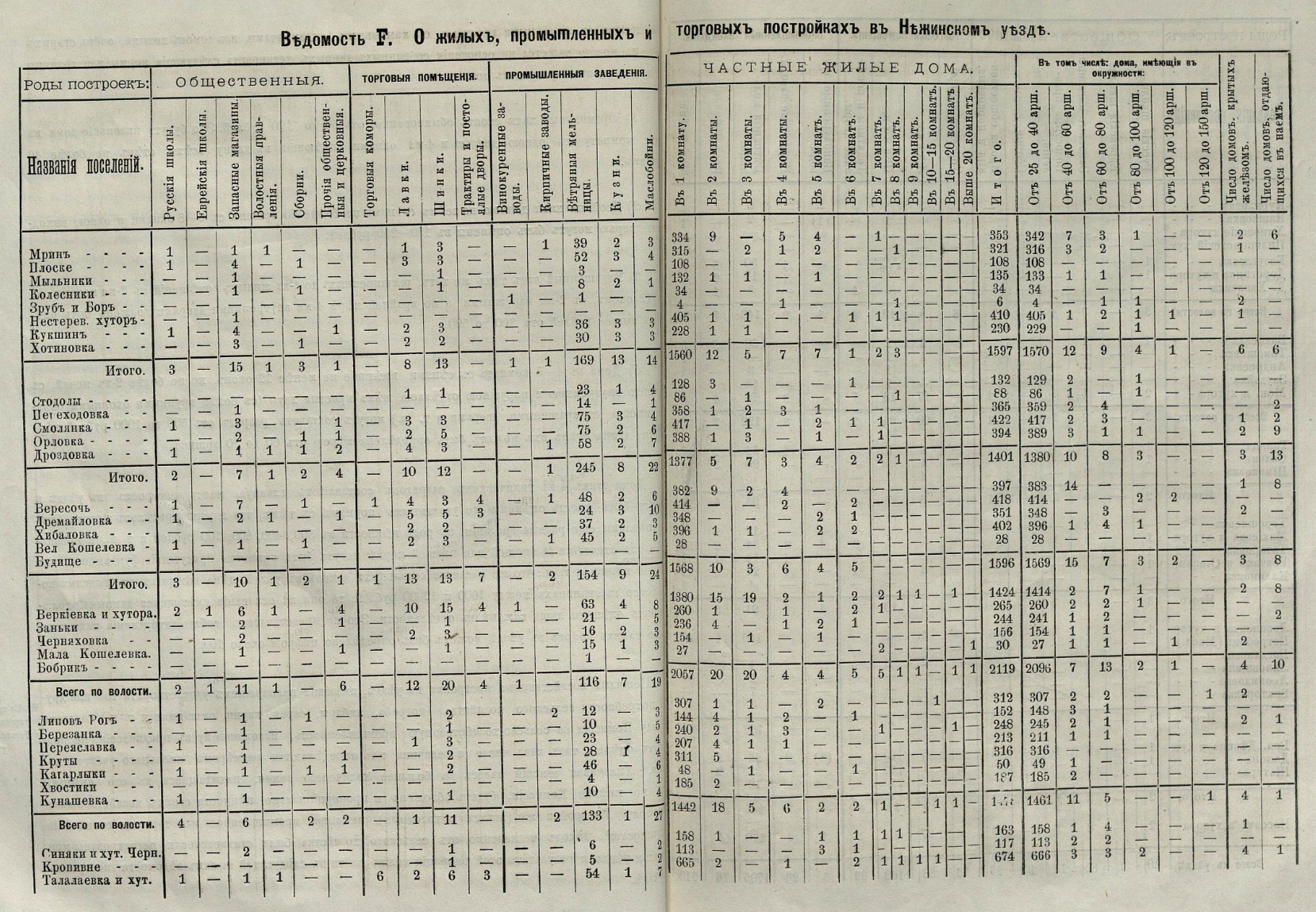
Будівлі у с. Колісники. 1879 р.
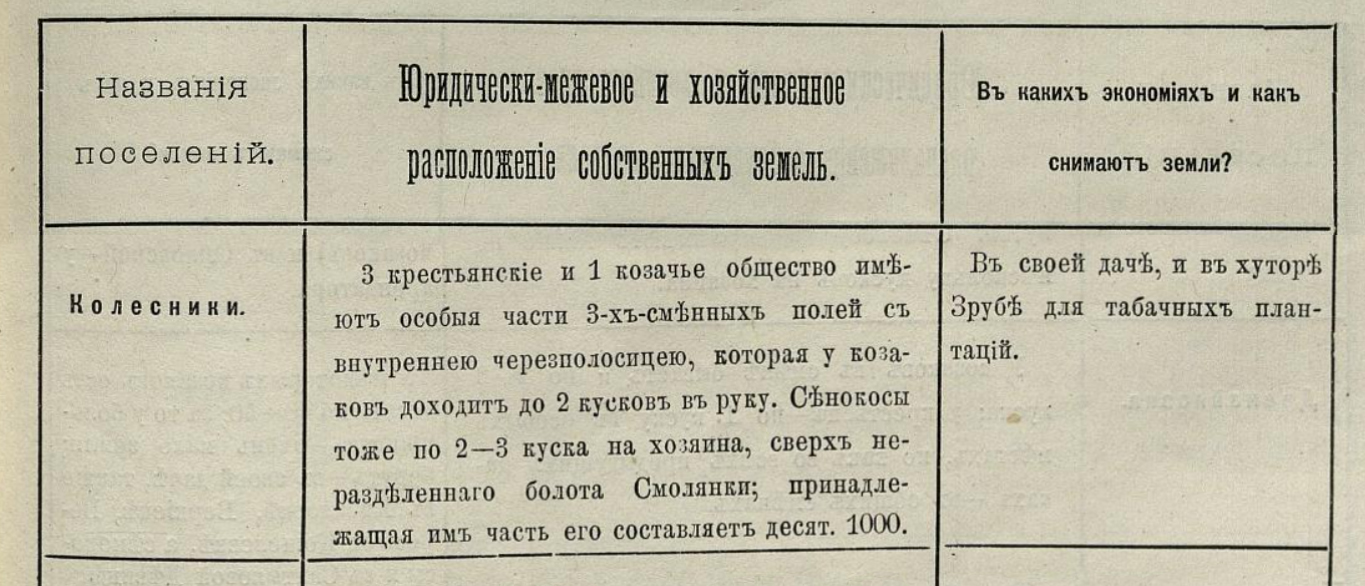
Облаштування земель у с. Колісники. 1879 р.
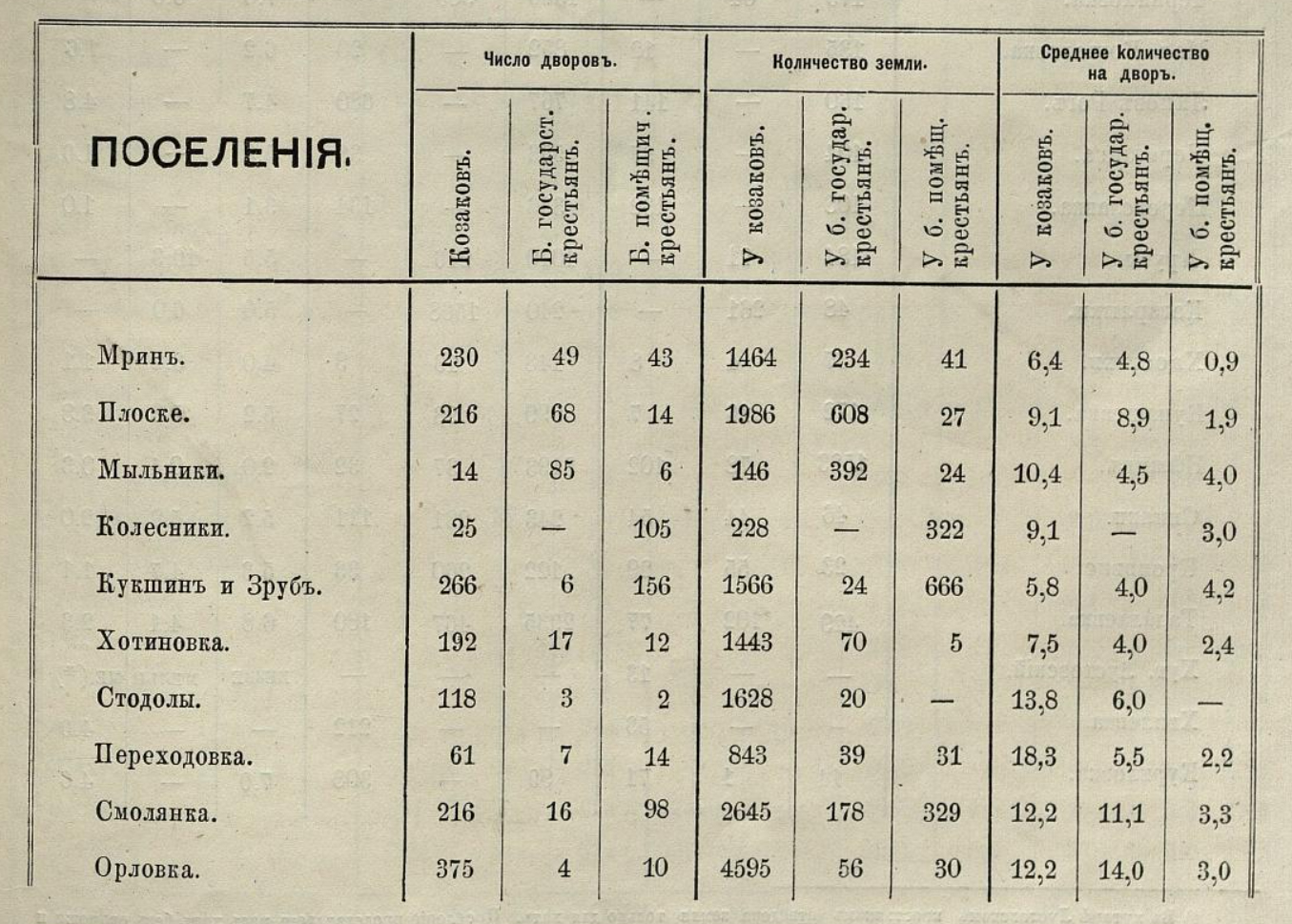
Кількість дворів і земель у власності у с. Колісники. 1879 р.
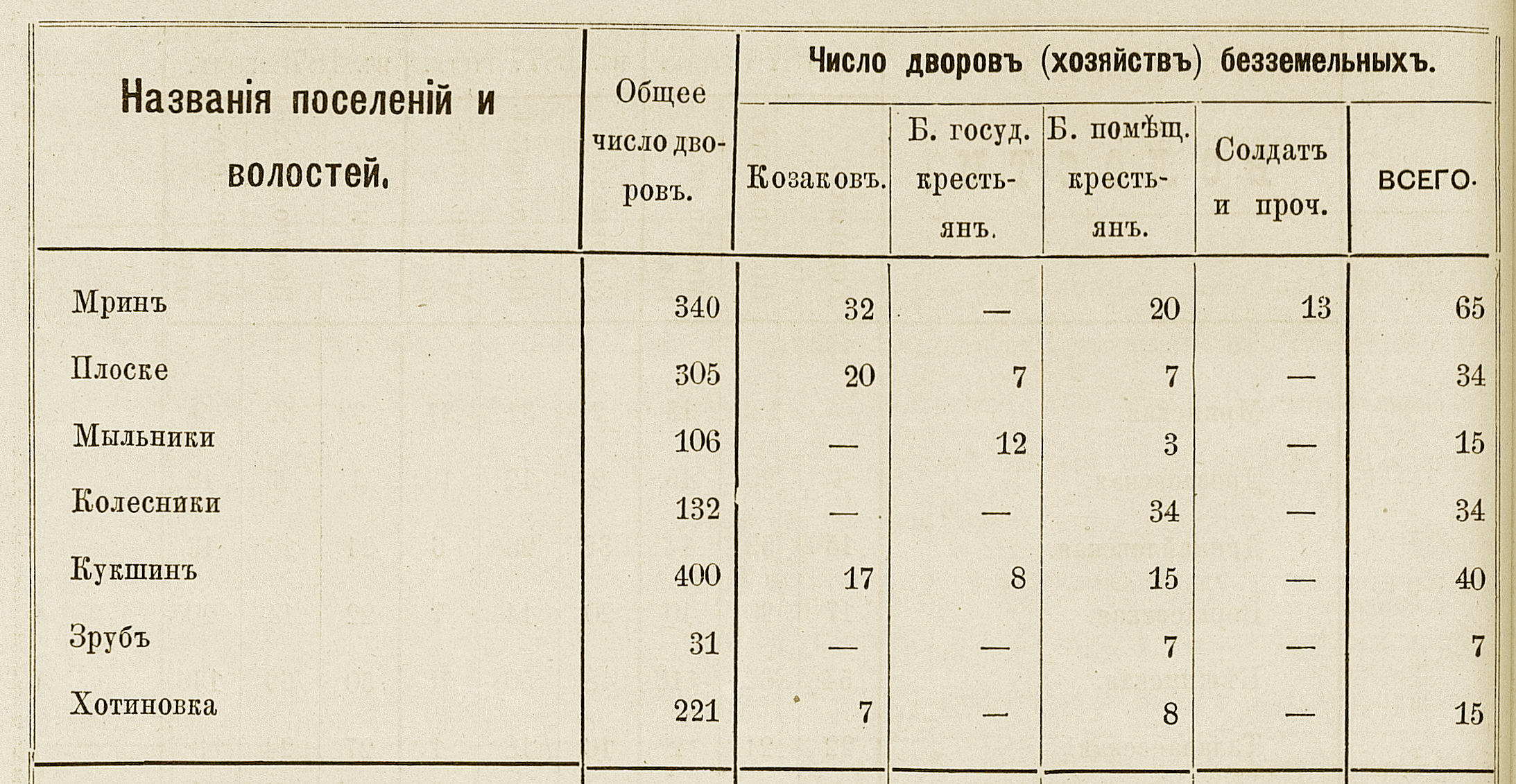
Безземельні господарства у с. Колісники. 1879 р.
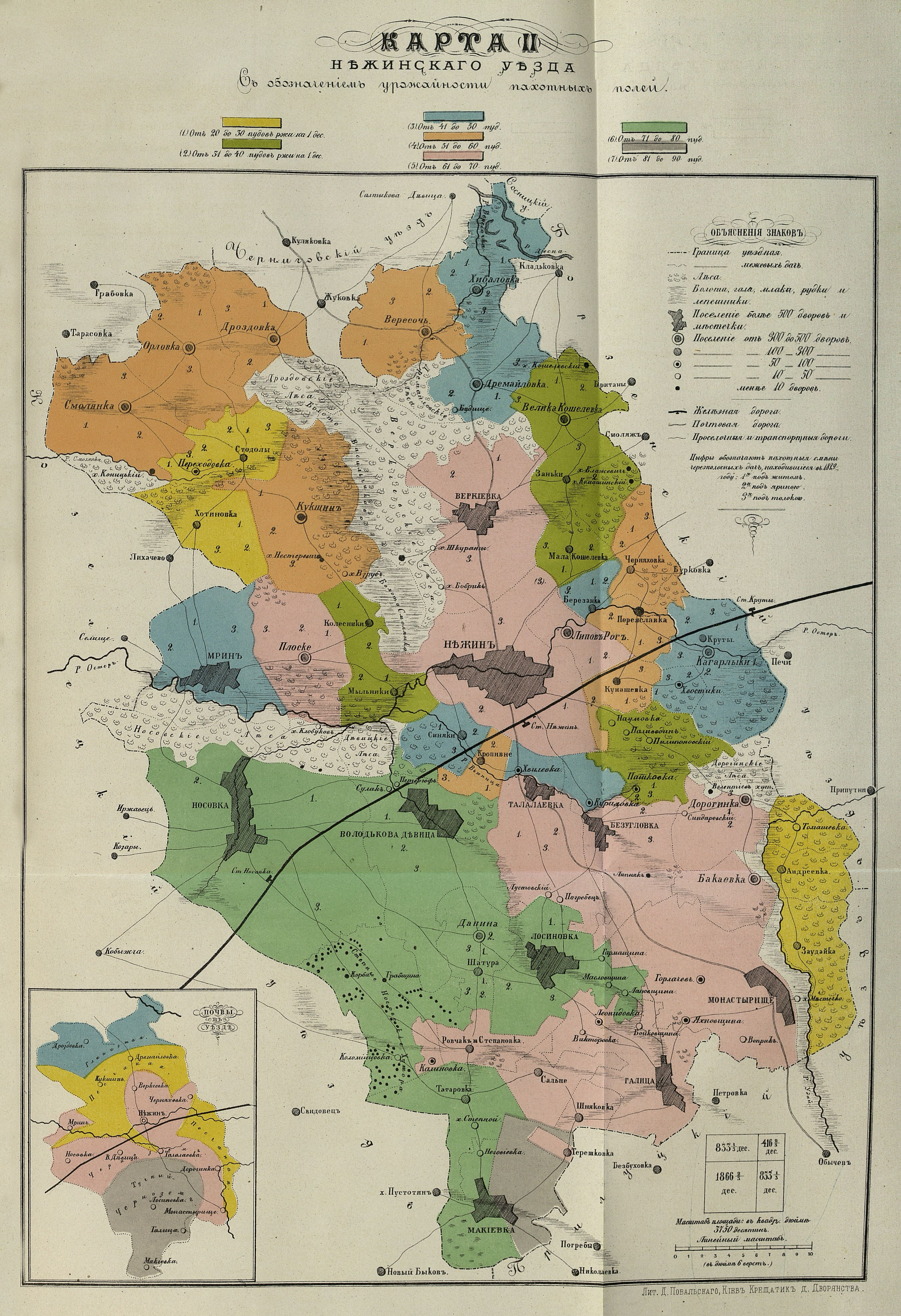
Грунти Ніжинського повіту (уєзда). 1879 р.
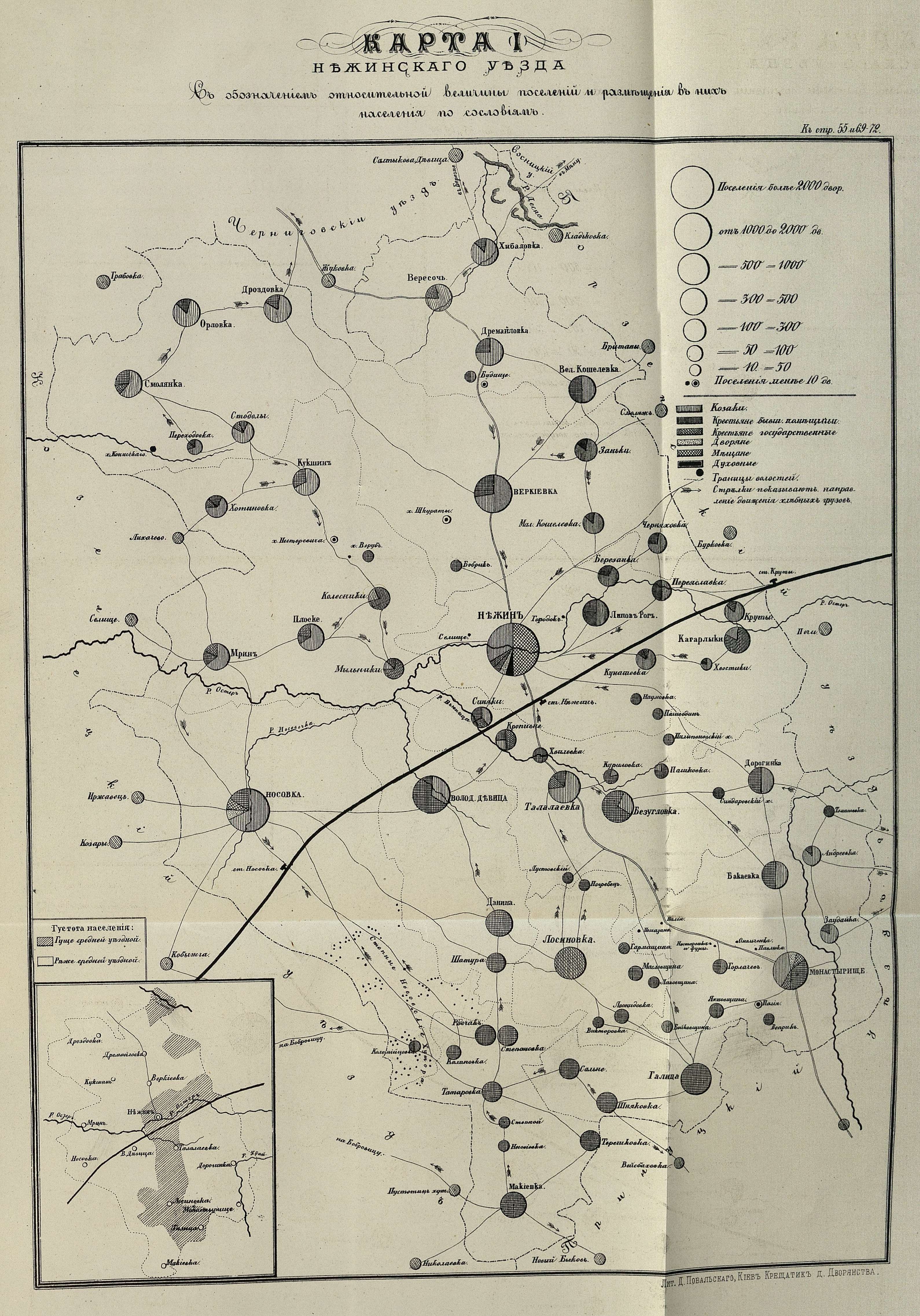
Соціальний стан населення Ніжинського повіту (уєзда). 1879 р.
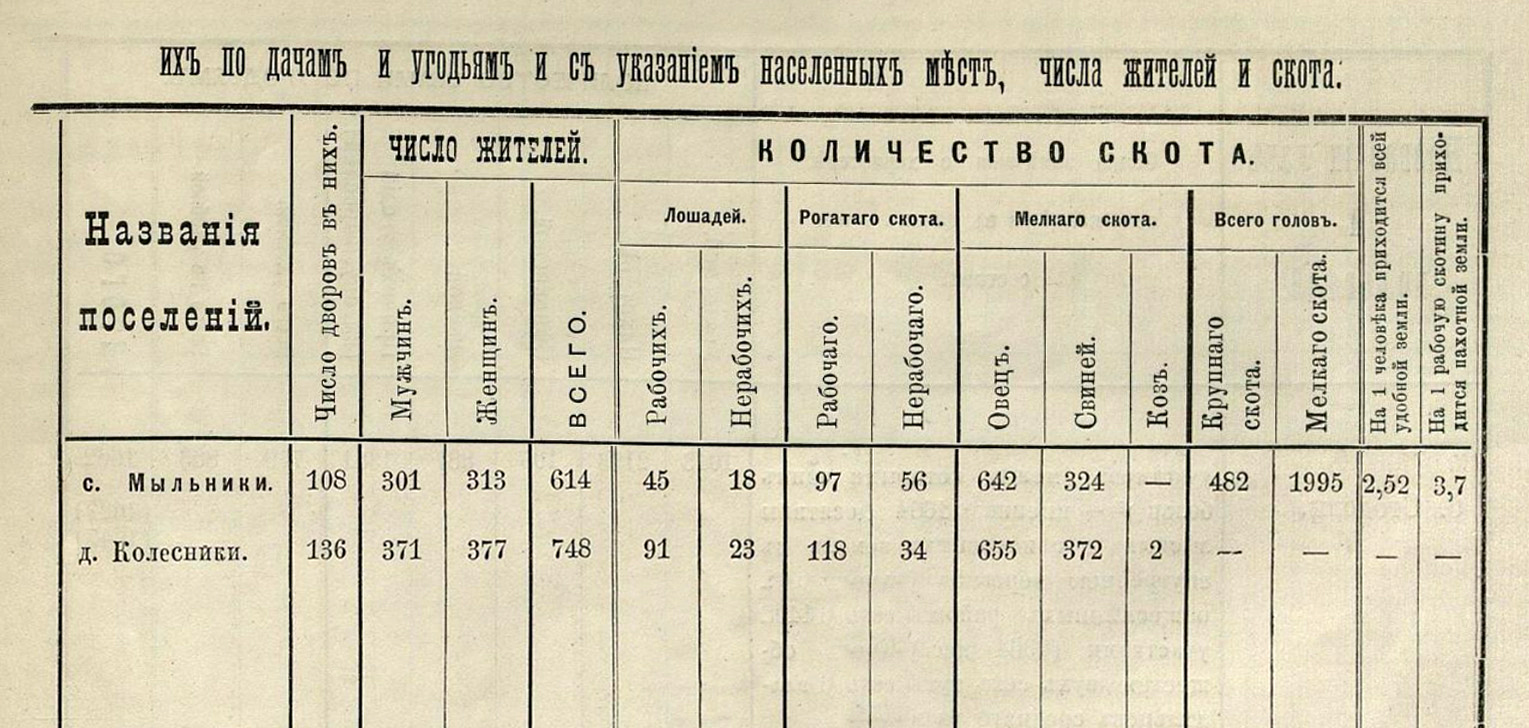
Кількість домашньої худоби в с. Колісники. 1879 р.

Окрім селян-кріпаків, яких було 3/4 від усього населення села, в Колісниках мешкали козаки. Козацькі господарства (родини) володіли в середньому в три рази більшими наділами ніж визволені від закріпачення селяни (в середньому 9,1 десятин у козаків проти 3 десятин у селян на одне домогосподарство).

За даними перепису 1888 року в Колісниках проживала єврейська родина та, до 1882 року, утримували шинок, але через численні скарги мешканців Колісників шинок було закрито.
|                                                              | Принадлежащий нѣжинскому еврѣйскому обществу Лейба Гершевъ Новиковъ 47 летъ, жена его Хана 42 летъ, дети их — Мордухъ 23 летъ, Нахимъ 18 летъ, Аронъ 16 летъ, Голда 12 летъ, Моисей 7 летъ, Сроиль 5 летъ, Янкель 1 годъ. Имѣетъ усадьбу с постройками по купчей крѣпости от 1863 года. Занимается торговлей молочными товарами. |
| — Списки еврѣев проживающих в Нѣжинскомъ уѣзде от 1888 года. | |

#### Будівництво церкви Успіння Пресвятої Богородиці 1883 р.
Важливою подією в житті села стало будівництво церкви. До 1882 року в Колісниках існував шинок в районі сучасної вул. Червоної, яким володів поселенець єврейської національності. Мешканці села зловживали алкоголем та витрачали на це численні кошти, через численні скарги шинок було закрито. Постало питання утворення нового осередку громадського життя. Таким центром повинна була стати церква.
До 1834 року мешканці Колісників були прихожанами Михайлівської церкви в селі Плоске, а з 1834 по 1883 рік прихожанами Миколаївської церкви в селі Мильники. Для спорудження церкви було зібрано з населення пожертви, зокрема під будівництво церкви поміщик Парпура виділив ділянку своєї землі та 25 рублів, найбільшу суму пожертвував селянин Колісників Іван Шарий — 100 рублів, чотири мешканці села пожертвували 50 рублів, один — 30 рублів, п'ять — по 25 рублів, решта мешканців 8, 6 та 2 рублів, загалом: 1150 рублів. Цих пожертв виявилось недостатньо, тому у селян від кожної копни жита було відібрано 4 снопи, з них зібрано 400 пудів зерна і продано за 300 рублів. Решта було зібрано пожертвами у вигляді грошей та будівельними матеріалами. За 500 рублів в селі Селище Козелецького повіту було куплено стару церкву св. Параскеви яка була побудована 1706 року та неодноразово ремонтована. Будівлю церкви в с. Селищі було розібрано та перенесено в Колісники, відремонтовано і побудовано новий алтар, закуплено дзвони, ікони та внутрішнє спорядження. Загалом будівництво церкви обійшлося в 3 500 рублів.
15 серпня 1883 року, на свято Успіння Пресвятої Богородиці, у Колісниках відбулось урочисте відкриття, освячення та перше богослужіння в церкві Успіння Пресвятої Богородиці в Колісниках. В цей же день відбулись збори мешканців на яких церковним старостою було обрано місцевого селянина Івана Яковича Шарого, згодом за пожертву на будівництво церкви 100 рублів та за активну участь в організації збору коштів та будівництва Іван Шарий 31 жовтня 1884 року отримав грамоту в якій зазначалось:
| | Святѣйшій Правительствующій Всероссійскій Сүнодъ, по засвидѣтельствованію Черниговскаго епархіальнаго начальства о пожертвованіи имъ на устройство церкви въ д. Колесникахъ Нѣжинскаго уѣзда, преподаетъ сему Шарому благословеніе. |
| — Подписалъ предсѣдательствующій членъ Св. Сүнода Исидоръ, Митрополитъ Новгородскій и Санктъ-Петербургскій. | |

Будівлю церкви було фактично збудовано 1706 року в с. Селищі, 1883 року перенесено в с. Колісники та відремонтовано. В 1930-х роках, під час боротьби з релігією в СРСР, будівлю було позбавлено статусу культової споруди, тепер 300-річна будівля є Будинком культури в селі Колісники.

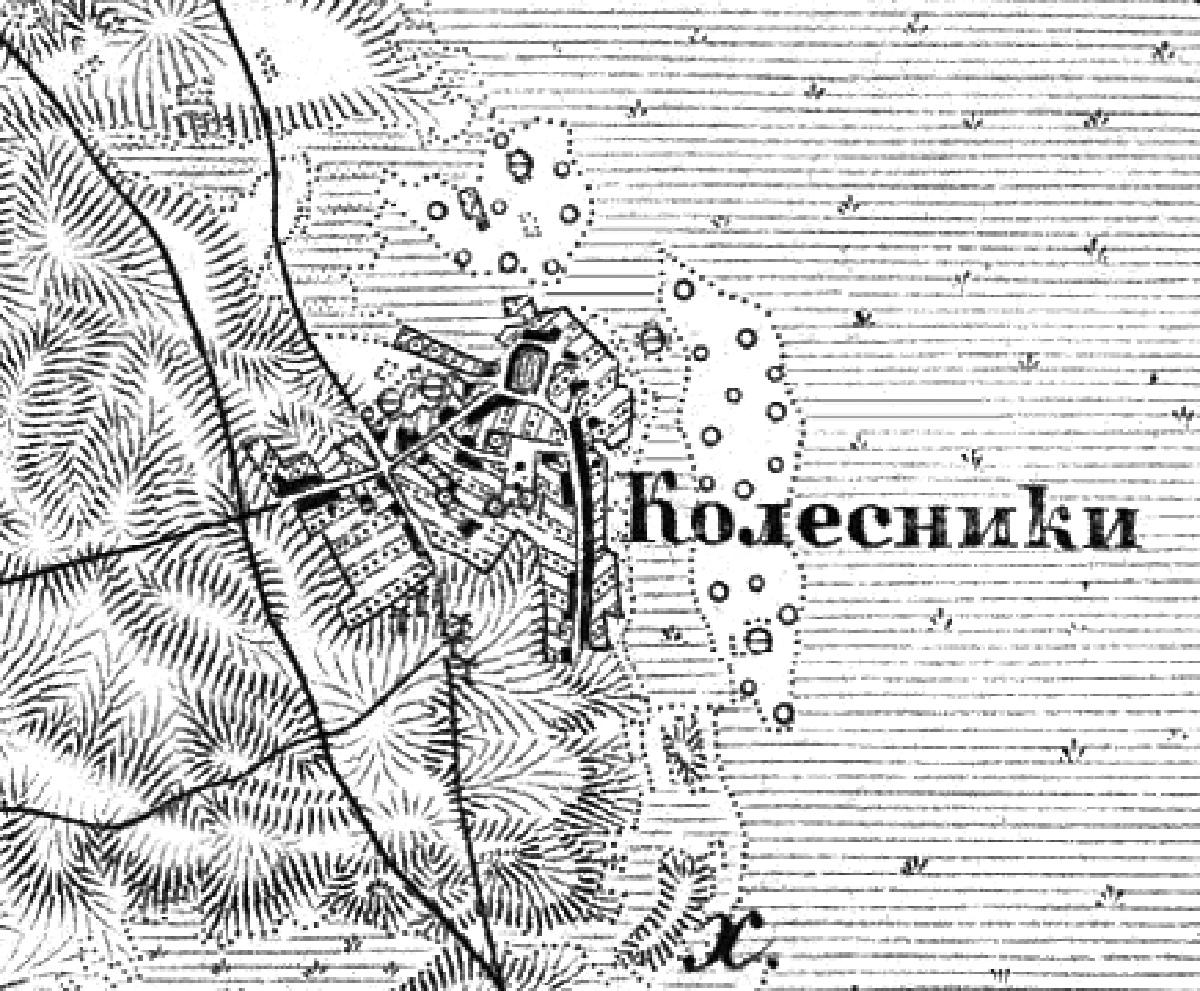
Карта с. Колісники 1860 р. Автор картограф Ф. Шуберт.
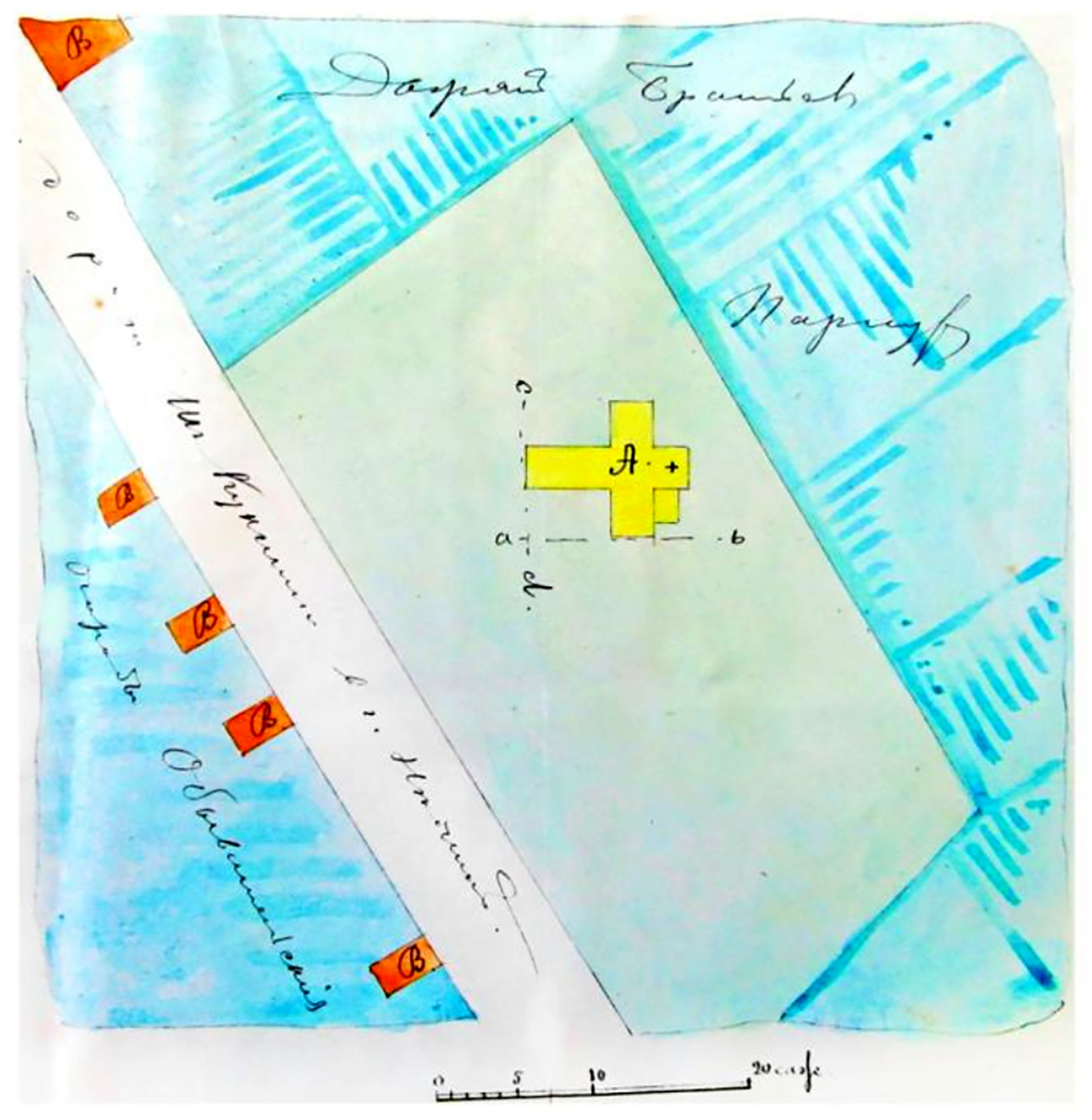
План розташування церкви в с. Колісники 1883 р. Власники землі, де побудовано церкву, позначені на плані ''Дворяне братья Парпури"
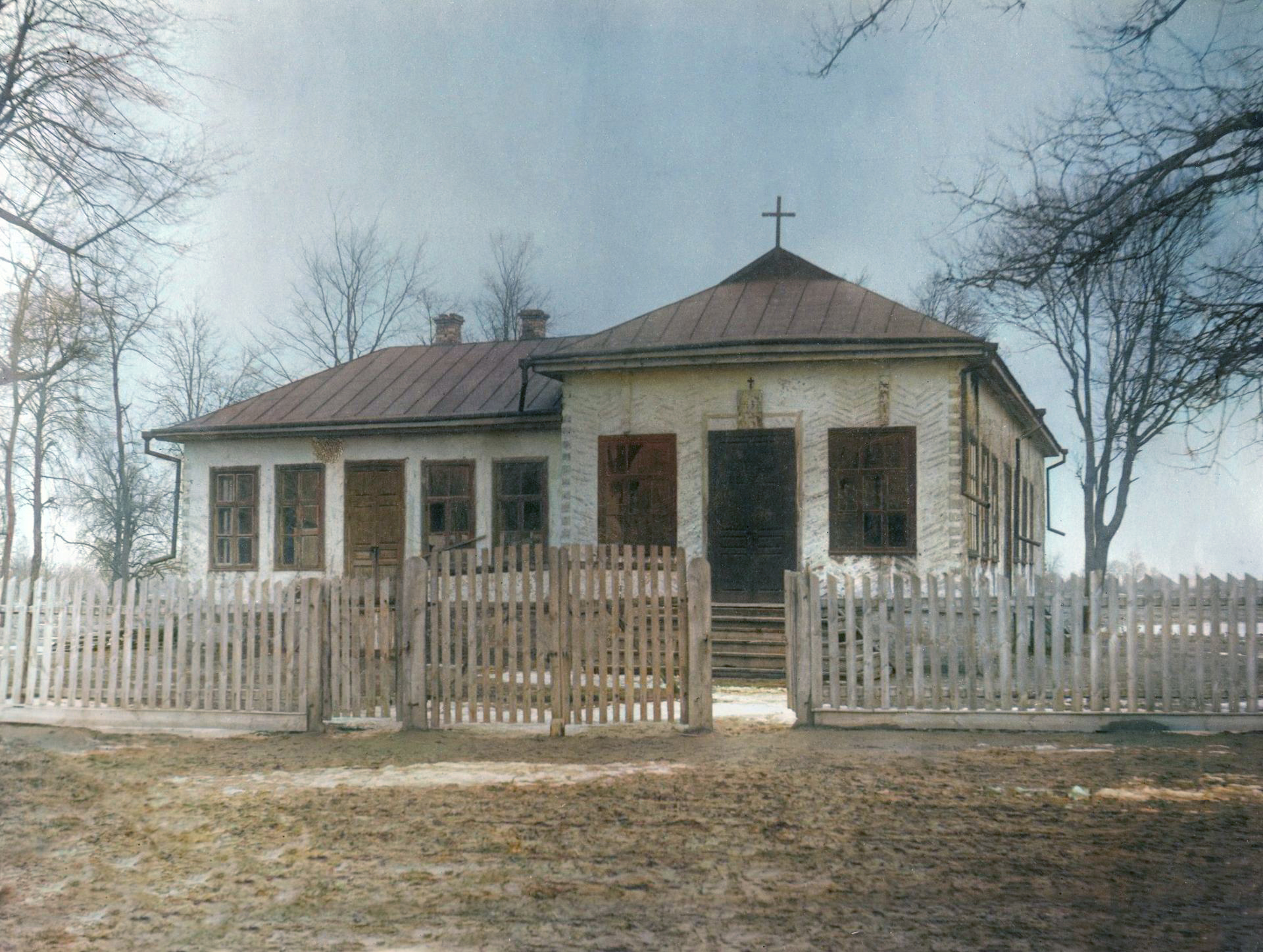
Церква Успіння Богородиці в с. Колісники споруджена 1883 року. Будівля церкви тепер є Будинком культури. (Фото 1930-х років.)
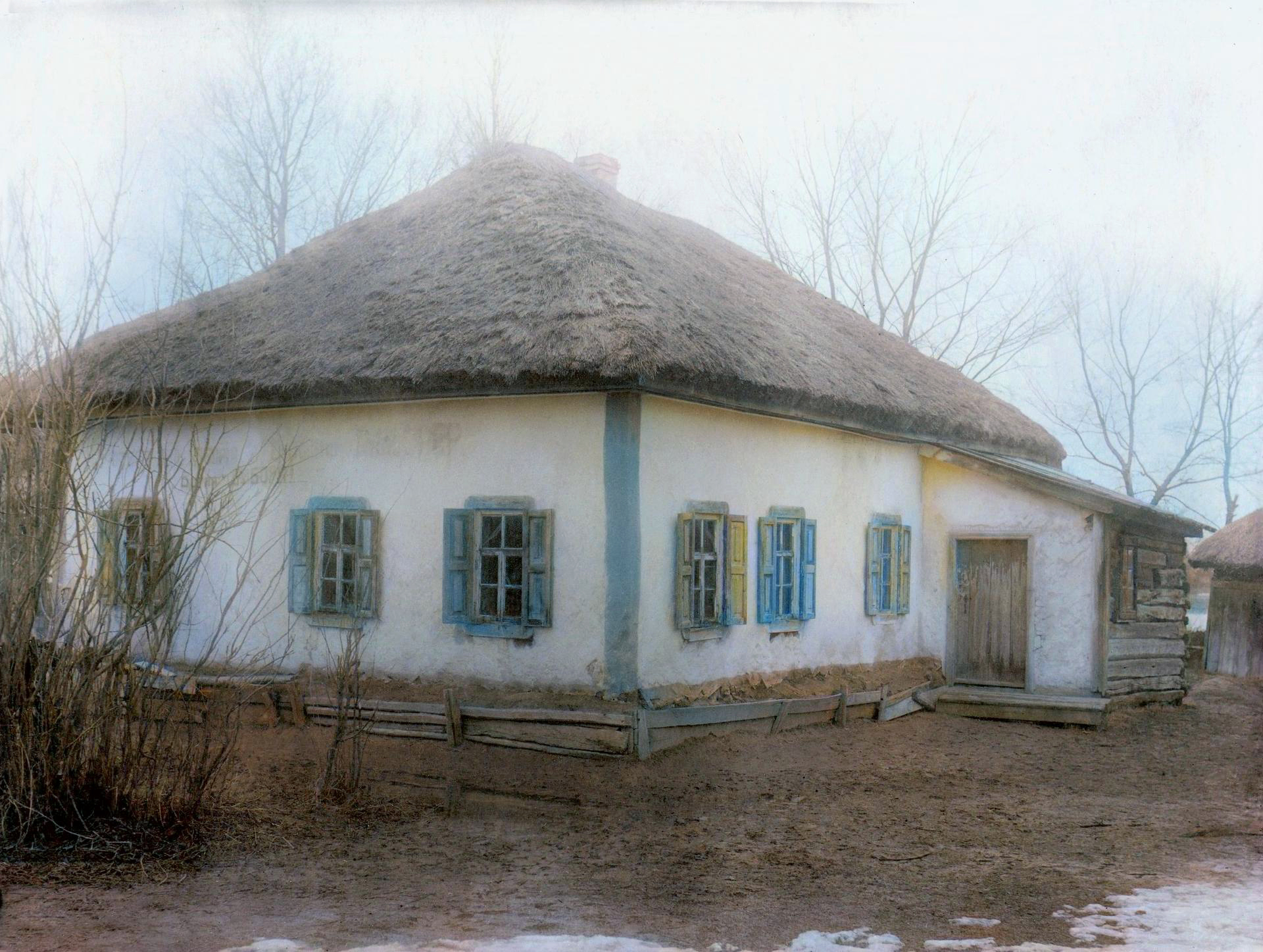
Хата у центрі с. Колісники. У 1930-50 роках була адміністративною спорудою. Напис на стіні "Всі на ВИБОРИ!" (Фото 1930-х років.)

Згідно даних на 1892 р. населення Колісників складало 410 чоловіків та 390 жінок,  153 двори.
На кінець XIX сторіччя серед чоловіків писемністю володів кожний четвертий, серед жінок грамотних майже не було.

#### Епідемії.
В другій половині XIX ст.-на початку XX ст. кількість померлих з різних причин в Колісниках в середньому складала 15-25 людей щороку.
З 1875 по 1878 рік в Колісниках під час епідемії скарлатини від цієї хвороби померло 32 особи.
1880-1890 роках від кору, коклюшу та чахотки померли більше 60 людей.
1919-1921 від тифу померло більше 40 людей.
Смертність серед дітей до 5 років, до 1920-х років, перевищувала 50% від усіх народжених.

### XX століття.
Поміщиком який на початку XX ст. постійно жив у селі був Спадковий Дворянин Чернігівської губернії Титулярний радник Петро Парфентійович Парпура (1860-1918), якого народ називав "Пампура". Дід Петра Парпури Олександр успадкував землі та кріпаків в Колісниках від своєї тітки поміщиці Марфи Забіли-Ляшко, на початку XIX ст. колісниківською поміщицею була Олена Андріївна Парпура (Парпуриха) дружина Олександра Парпури. Родич Петра Парпури — Парпура Максим Йосипович, український громадський діяч, видавець і меценат, перший видавець поеми «Енеїда» І. П. Котляревського.

Петро Парпура був знавцем народної медицини та лікарських рослин. Його маєток був розташований на території сучасної Колісниківської школи, а поруч знаходились панська клуня та інші господарські споруди. Згідно даних Ніжинського уєзда за 1879 рік, Парпури мали у володінні 100 десятин землі: 10 десятин — під садибою, 40 дес. — ораних земель, 20 дес. — сінокоси, 30 дес. — т. зв. "неудобных" земель. Пан добре платив людям за їх працю, навіть дітлахи і ті заробляли в нього на солодощі. Петро Парпура загинув від бандитської кулі в 1918 році  коли повертався з Ніжина до свого маєтку, ймовірно вбивцями були члени банди Кропив'янського.

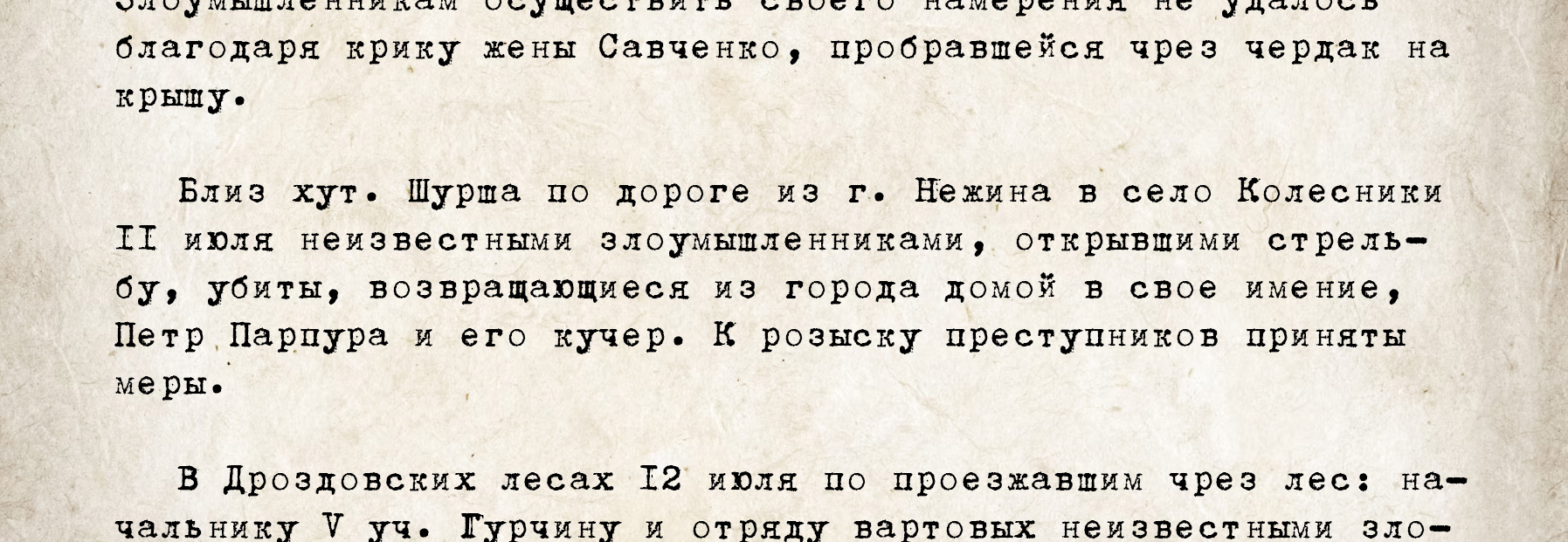
― Архів Української Народної Республіки справозданія губерніяльних старост і комісарів. 1918 р.

Відомо, що його могила знаходиться десь поблизу липової алеї, між Будинком культури і школою.
Вже після падіння Російської імперії 1918 р. в селі ще мешкала колишня поміщиця Ксенія Миколаївна Ляцька, її хата знаходилась в районі теперішньої пожежної станції.
В 1920 році епідемія тифу забрала десятки життів мешканців Колісників.

#### Перша світова війна 1914-1918 років.
Під час Першої світової війни (1914-1918) майже дві сотні мешканців Колісників воювали на фронті, 53 з них були поранені або загинули:
- Андрушко Захар Олексійович, поранений V.1916
- Андрушко Федір Семенович, поранений VII.1915
- Антоненко Корній Юхимович, поранений XII.1914
- Антоненко Трохим Павлович, зник без вісті VI.1915 †
- Блуд Матвій Митрофанович, поранений XII.1915
- Блуд Опанас Йосипович, зник без вісті VII.1917 †
- Блуд Сергій Стефанович, поранений XI.1917
- Блуд Созонтій Єлисейович, зник без вісті VI.1915 †
- Гайдук Григорій Михайлович, поранений VII.1916
- Гайдук Максим Юхимович, поранений IV.1916
- Гайдук Тихон Григорович, зник без вісті IX.1916 †
- Давиденко Антон Григорович, зник без вісті VI.1915 †
- Давиденко Герасим Дмитрович, поранений XI.1914
- Давиденко Григорій Кондратович, поранений IX.1916
- Давиденко Кирило Гурович, поранений IX.1916
- Давиденко Максим Кондратович, поранений VIII.1916
- Давиденко Опанас Олексійович, поранений V.1916
- Давиденко Павло Єпифанович, поранений XI.1916
- Давиденко Пилип Павлович, поранений IX.1916
- Давиденко Терентій Гурович, зник без вісті XII.1916 †
- Єрмоленко Сава Іванович, зник без вісті VIII.1916 †
- Забережный Павло Григорович, поранений VIII.1916
- Коваленко Онисим Михайлович, залишений на полі бою VII.1915 †
- Коворотний Андрій Антонович, поранений XII.1916
- Коворотний Василь Андрійович, поранений V.1916
- Коворотний Макар Дмитрович, поранений VIII.1916
- Коворотний Спиридон Самуілович, поранений IX.1916
- Коворотний Федір Захарович, поранений IX.1916
- Козленко Сергій Никифорович, поранений V.1916
- Козленко Тарас Никифорович, поранений XI.1916
- Колесник Павло Якович, убитий XII.1915 †
- Куденко Віктор Дмитрович, поранений X.1915
- Куйда Петро Лаврентійович, поранений XI.1917
- Недоля Роман Семенович, поранений VIII.1914
- Овдієнко Симеон Іванович, зник без вісті III.1915 †
- Полулях Антон Купріянович, поранений I.1917
- Полулях Гаврило Григорович, поранений VI.1917
- Полулях Дмитро Семенович, поранений X.1916
- Полулях Ларион Кузьмович, поранений VII.1917
- Полулях Улиян Семенович, поранений V.1916
- Прядко Діонісій Іванович, поранений IX.1916
- Сокол Василь Моісейович, поранений VIII.1917
- Ходос Андріан Данилович, поранений VIII.1914
- Ходос Антон Максимович, поранений II.1916
- Ходос Кузьма Максимович, поранений XI.1916
- Хондогий Лука Васильович, поранений II.1915
- Цапко Гаврило Дмитрович, поранений V.1917
- Ювко Михаил Васильович, поранений V.1916
- Ювко Сидор Григорович, поранений VIII.1917
- Ювко Трохим Федотович, убитий V.1915 †
- Ювко Юхим Гордійович, зник без вісті IX.1916 †
- Ющенко Климентій Олександрович, зник без вісті V.1916 †
- Ющенко Микола Іванович, поранений XII.1915

В червні 1917 р. в Колісниках проголошено владу Української Народної Республіки. В січні 1918 р. село захоплено загонами більшовицької армії та встановлено радянську владу. В березні 1918 р. село перейшло під контроль німецької армії. 5 серпня 1918 р. загін у складі 500 чоловік на чолі з М.Г. Кропив'янським та С.П. Покиньбородою зайняв Колісники та сусідні села Мрин, Плоске, Зруб, Мильники. У вересні 1918 р. село звільнили війська гетьмана Павла Скоропадського, встановлено владу Директорії Української Народної Республіки. В січні  1919 р. війська Червоної армії повернули радянську владу в селі. В серпні 1919 р. село перейшло під контроль армії А. І. Денікіна. З листопада 1919 р. під контролем Червоної армії. У 1920-1921 роках в Колісниках та поблизу села відбувались сутички між радянськими військами, польськими військами, загонами українських військ, загонами Нестора Махна.
Під час Радянсько-української війни 1917-1921 та Іноземної військової інтервенції 1918-1922, в Колісниках та його околицях, було вбито в сутичках та бойових діях щонайменше четверо мешканців села. Їх було поховано в центрі села на місці сучасного пам’ятнику загиблим мешканцям Колісників 1941-1945.
- Антоненко Омелян Євтихійович (1895-1918) †
- Куйда Петро Лаврентійович (1898-1918) †
- Полулях Ларион Кузьмович (1897-1917) †
- Риженко Сергій Григорович (1891-1918) †

Згідно даних за 1924 р. населення Колісників складало 1163 людини, 221 двір, також в селі знаходилася 1 школа та 1 "селянський будинок".

#### Перші колгоспи.
Після рішення радянської влади про колективізацію у 1930 році в Колісниках були створені два колгоспи: "Червоні партизани" (в районі Коворотнівки і кладовища) та "імені Г.І.Петровського" (в районі Приміровщина), які згодом об'єдналися у один колгосп "Прапор комунізму".

#### Репресії 1920-38 років.
Деякі мешканці села Колісники були репресовані радянською владою, всі вони були згодом реабілітовані:
- Антоненко Андрій Филимонович, 1900 р.н. Заарештований 19.04.1938 р. за участь у діяльності антирадянської української контрреволюційної повстанської організації. Розстріляний 19.05.1938. Реабілітований 7.03.1964 р.†
- Антоненко Яків Опанасович, 1889 р.н. Заарештований 27.04.1938 р. за участь у діяльності антирадянської української контрреволюційної повстанської організації. Розстріляний 19.05.1938. Реабілітований 7.03.1964 р.†
- Давиденко Степан Павлович, 1890 р.н. Заарештований 21.12.1937 р. за проведення антирадянської агітації, скерованої проти заходів радянської влади. Розстріляний 26.12.1937 р. Реабілітований 11.09.1989 р.†
- Кибальчич Анатолій Семенович, 1896 р.н. Заарештований 23.03.1920 р. за службу в денікінській армії та шпигунство. 23.09.1920 р. справу припинено. Заарештований 18.10.1930 р. Позбавлений волі на 8 років. Заарештований 24.03.1938 р. за участь у діяльності української контрреволюційної націоналістичної організації. Розстріляний 15.04.1938 р. Реабілітований 30.12.1938 р.†
- Коворотний Дмитро Іванович, 1880 р.н. Заарештований 5.05.1940 р. за ст. 54-10 ч. 1 КК УРСР засуджений до позбавлення волі на 3 роки. Реабілітований 17.06.1992 р.
- Коворотний Семен Захарович, 1915 р.н. Заарештований 28.07.1942 р. за ст.5-10 ч. 2 КК РСФСР засуджений до позбавлення волі на 10 років. Реабілітований 31.03.1993 р.
- Кравченко Кузьма Омелянович, 1892 р.н. Заарештований 8.09.1938 р. за ст. 54-2, 54-10 ч. 2, 54-11 КК УРСР. Засуджений до розстрілу. 27.02.1939 р. вирок змінений до позбавлення волі на 8 років. Заарештований 17.07.1950 р. за участь у діяльності антирадянської повстанської організації, висланий на поселення до Красноярського краю. Реабілітований 27.07.1989 р.
- Нагорний Олексій Дорофійович, 1896 р.н. Заарештований 27.06.1938 р. за ст. 54-2, 54-11 КК УРСР. 28.12.1938 р. справу припинено. Реабілітований 23.07.1997 р.
- Хондогий Максим Лукич, 1913 р.н. Заарештований 9.07.1937. за ст. 5-10 ч. 1 КК УРСР. Засуджений до позбавлення волі на 4 роки. Реабілітований 23.07.1991 р.

Карта с. Колісники. 1923 рік.

#### Голодомор 1932-1933 років.
Голодомор 1932-1933 років не оминув і Колісники. 9 грудня 1932 року колгосп "Червоний партизан" села Колісники було занесено на "Чорну дошку" як колгосп, робітники якого злісно саботували хлібозаготівлі. Саме саботування здачі хліба радянській владі дозволило уникнути численних жертв серед мешканців села.
Загалом під час Голодомору в Україні (1932—1933) в Колісниках, за свідченнями селян, від голоду померло двоє людей: Карпенко Анатолій і Куденко Григорій.

#### Друга світова війна 1939-1945 років.
Коли розпочалась Німецько-радянська війна, село тільки почало спинатись на ноги. Найсильніші і найсправніші господарі, які звикли працювати на рідній землі, змушені були взятися за зброю і стати на її захист. Колісники під окупацією німецької армії перебували з вересня 1941 по вересень 1943 рр.. Під час Другої світової війни 552 мешканці села бились на фронтах проти загарбників, 81 з них нагороджено орденами та медалями, 147 захисників загинули.
Ті ж, що залишилися, завзято боролись проти нацистів на окупованій території. Уже в вересні-жовтні 1941 року Іван Костюченко створює в селі підпільну групу, яка спільно діяла з партизанським загоном «За Батьківщину». Багато сімей пішло в ліси до партизанів, щоб швидше прискорити день перемоги.
| «У вересні 1943 році, коли село звільнили від німців, діти знову сіли за шкільні парти. Школою їм слугувала звичайна сільська оселя. Навчання відбувалося в дві зміни. Скрізь відчувалася бідність, породжена війною: не було зошитів, підручників, столів, навіть лав, на яких сиділи тодішні школярі. Та й самим учням у холодну пору року ні в що було вдягтися і взутися, щоб дійти до школи. Але жага до знань, прагнення «вибитись в люди» спонукала дітлахів до навчання. У роки повоєнної відбудови школа відродилася, і вже наші батьки сіли за новенькі парти.» — зі спогадів жителів Колісників |

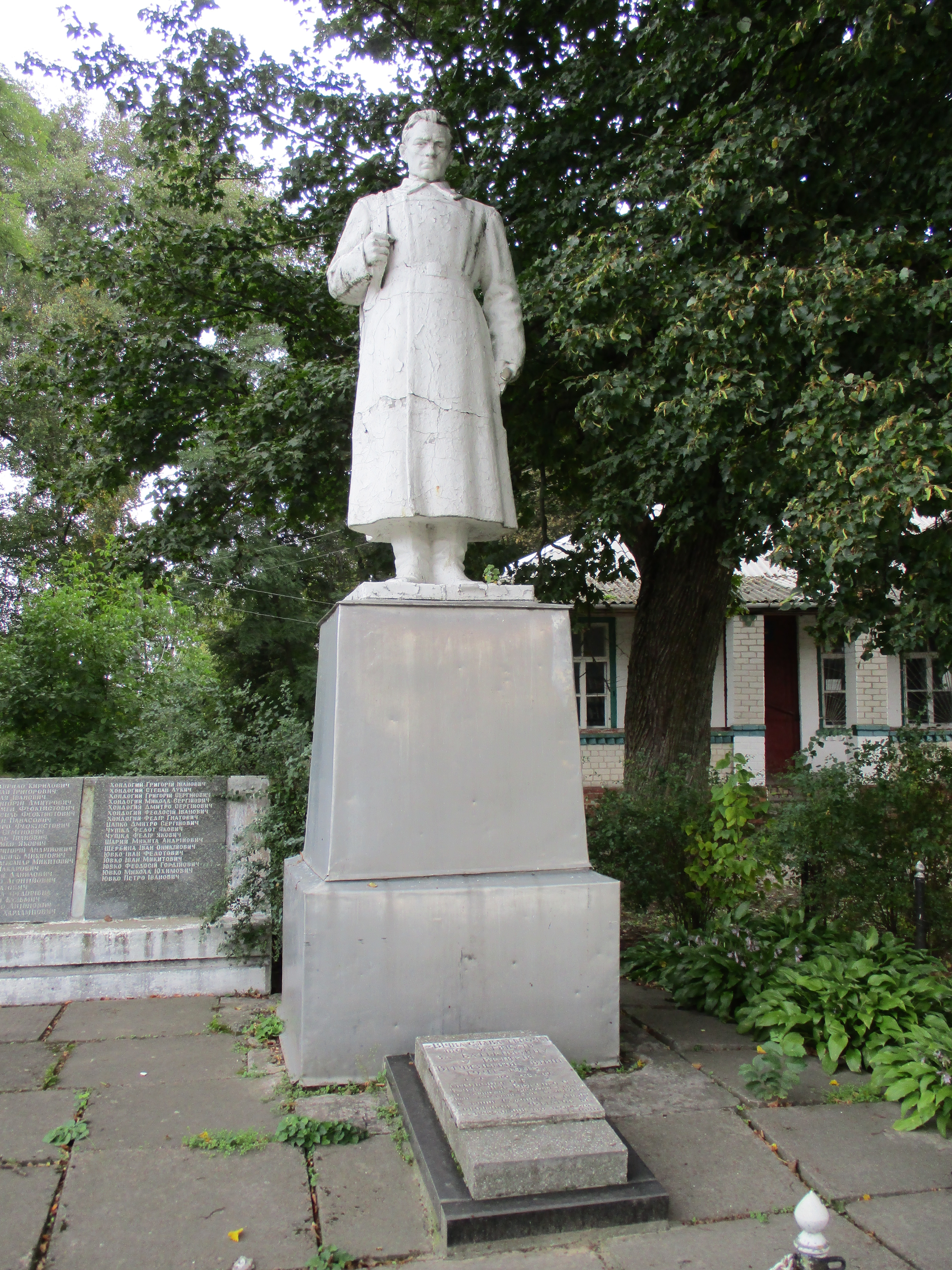
"Пам'ятник на братській могилі відкрито 26 жовтня 1957 року." На цьому місці було поховано трьох бійців радянської армії, що загинули обороняючи с. Колісники у вересні 1941 року.
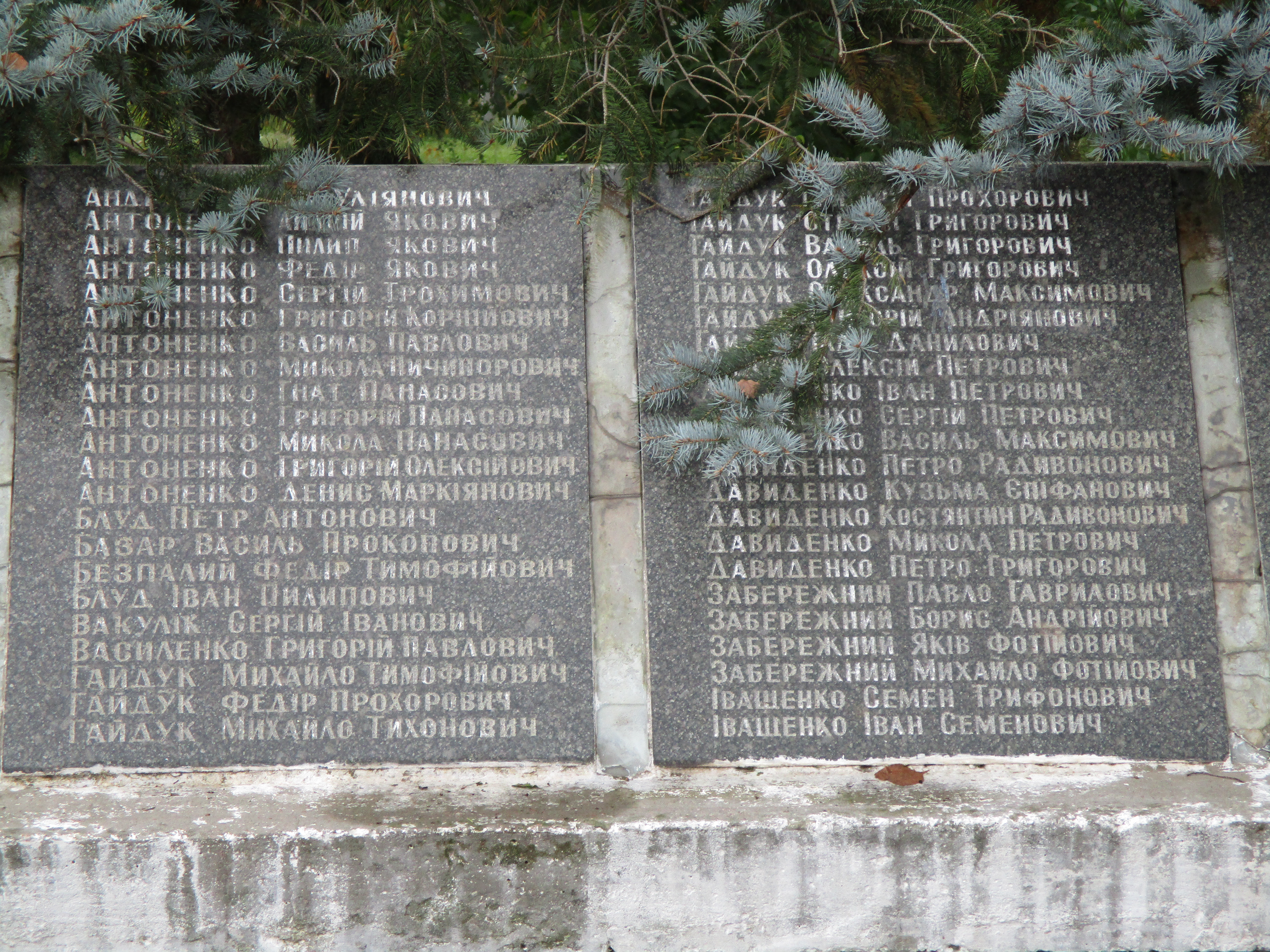
"Пам'ятний знак воїнам-односельчанам, що загинули 1941-1945" Відкрито в травні 1962 року." В списках загиблих є учасники війни СРСР проти Польщі 1939 р. та Радянсько-фінської війни (1939—1940)
"Історія міст і сіл Української РСР. Чернігівська область." — К.:АН УРСР, 1972.
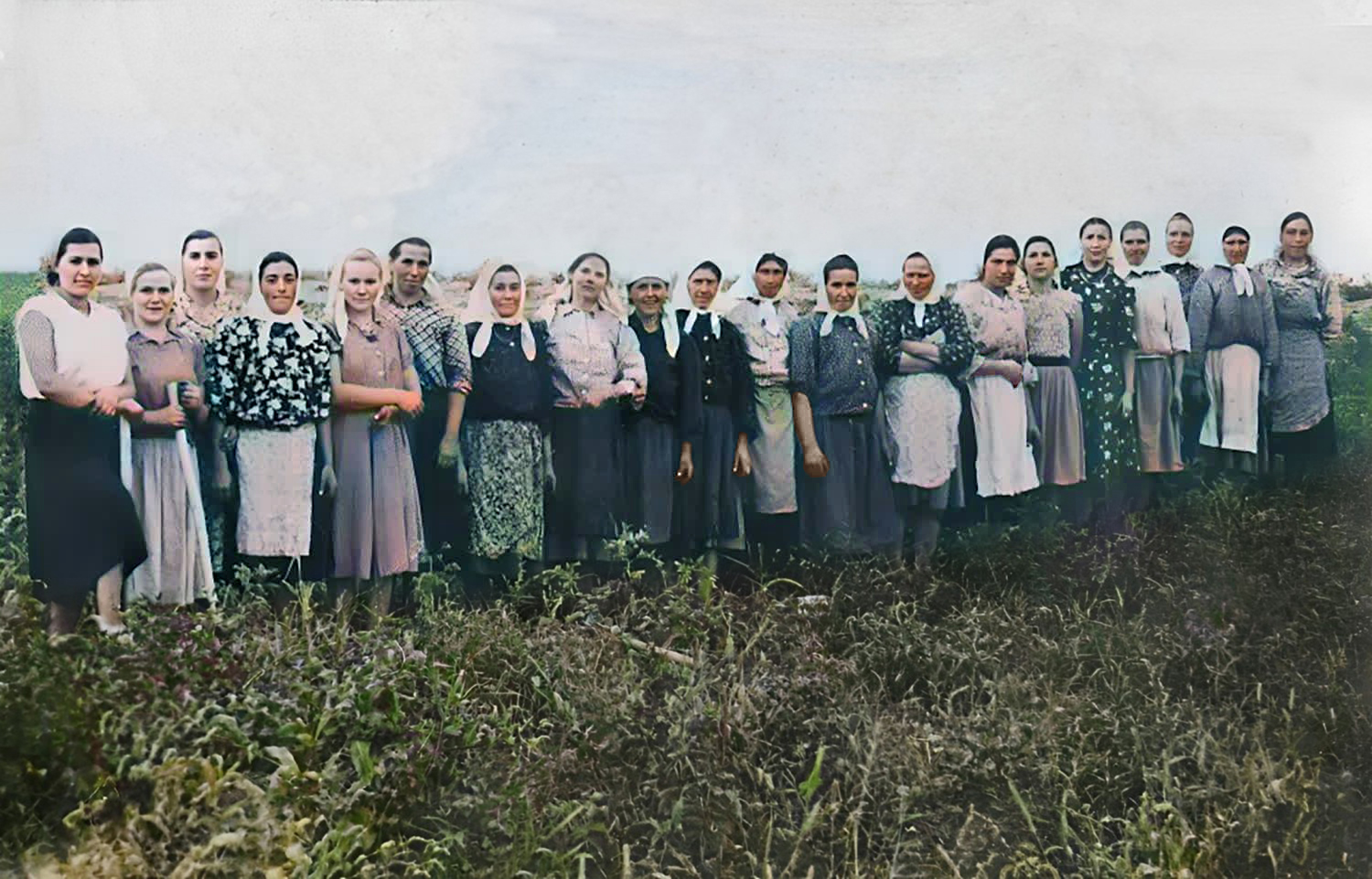
Робітниці колгоспу "Прапор комунізму" с. Колісники на ланці. 1970-ті роки.
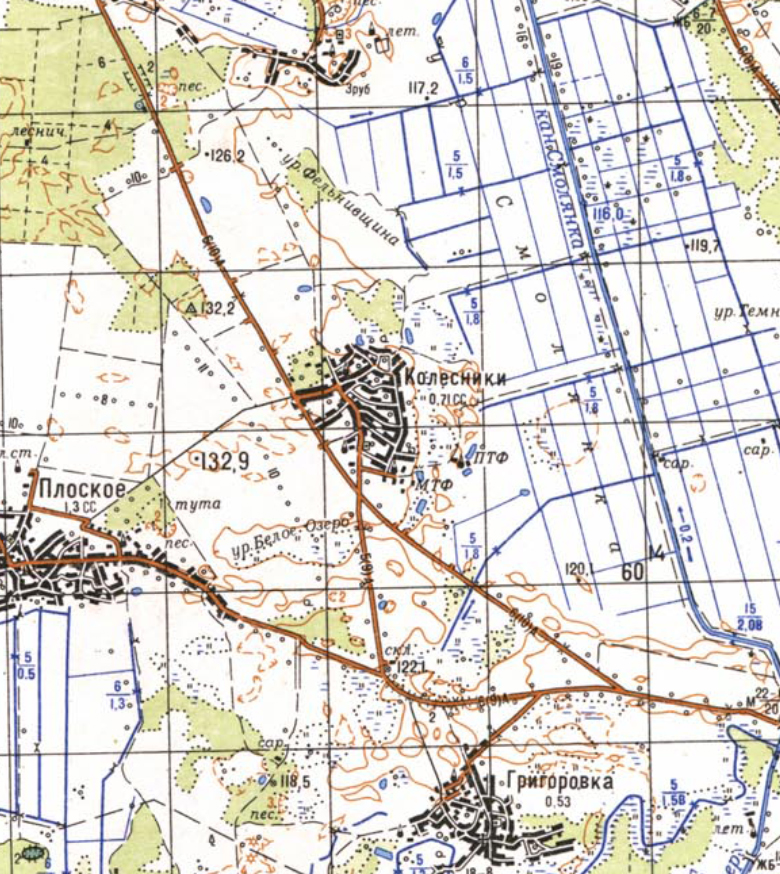
с. Колісники на карті Ніжинського району. 1987 р.

1960 року колгосп "імені Г.І. Петровського" і колгосп "Червоні партизани" були об'єднані в єдиний колгосп "Прапор комунізму".
За часів СРСР в селі була збудована значна кількість об’єктів інфраструктури, які забезпечували автономну життєдіяльність села, але в 1990-х роках абсолютна більшість з них була знищена, розкрадена та стала непридатною до експлуатації.
- поштове відділення;
- пожежна станція;
- пункт збору молока у населення;
- пилорама;
- кузня;
- коров’яча ферма;
- птахоферма;
- свиноферма;
- кінна ферма;
- вівчарня.

У 1993 році була збудована Свято-Успенська церква, належить до УПЦ Ніжинської єпархії Московського патріархату.
В 1990-х роках припинив своє існування колгосп "Прапор комунізму" і економічне та соціальне життя прийшло в занепад.

### XXI століття.
12 червня 2020 року, відповідно до розпорядження Кабінету Міністрів України № 730-р «Про визначення адміністративних центрів та затвердження територій територіальних громад Чернігівської області», увійшло до складу Вертіївської сільської громади.
19 липня 2020 року, в результаті адміністративно-територіальної реформи, увійшло до складу новоутвореного Ніжинського району.

В 2020-2021 роках, в рамках програми «Велике будівництво», в Колісниках розпочався ремонт та облаштування благоустрою, зокрема відремонтовано ділянку дороги Р-67, що проходить в межах села. Також здійснено ремонт будівель, очистка та облаштування водоймищ, обрізка дерев та очистка території від непотрібних дерев та кущів.

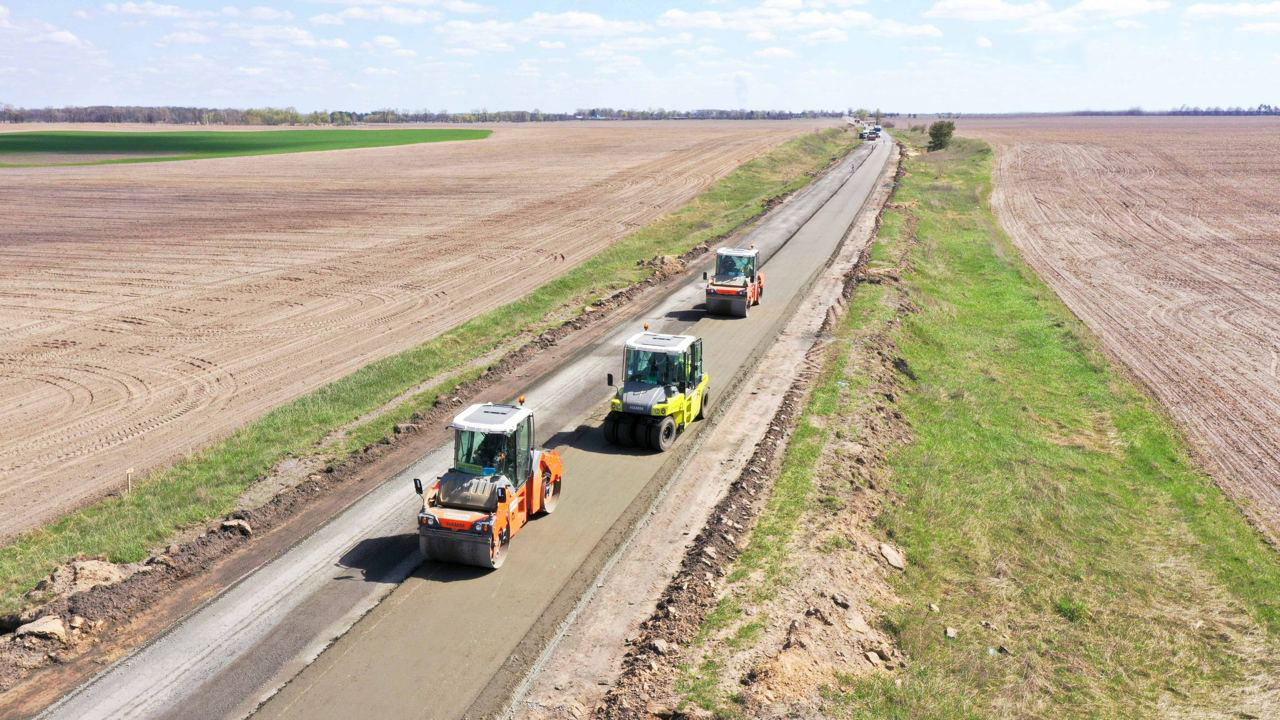
Ремонт траси Р 67 поблизу с. Колісники. 2021 р.
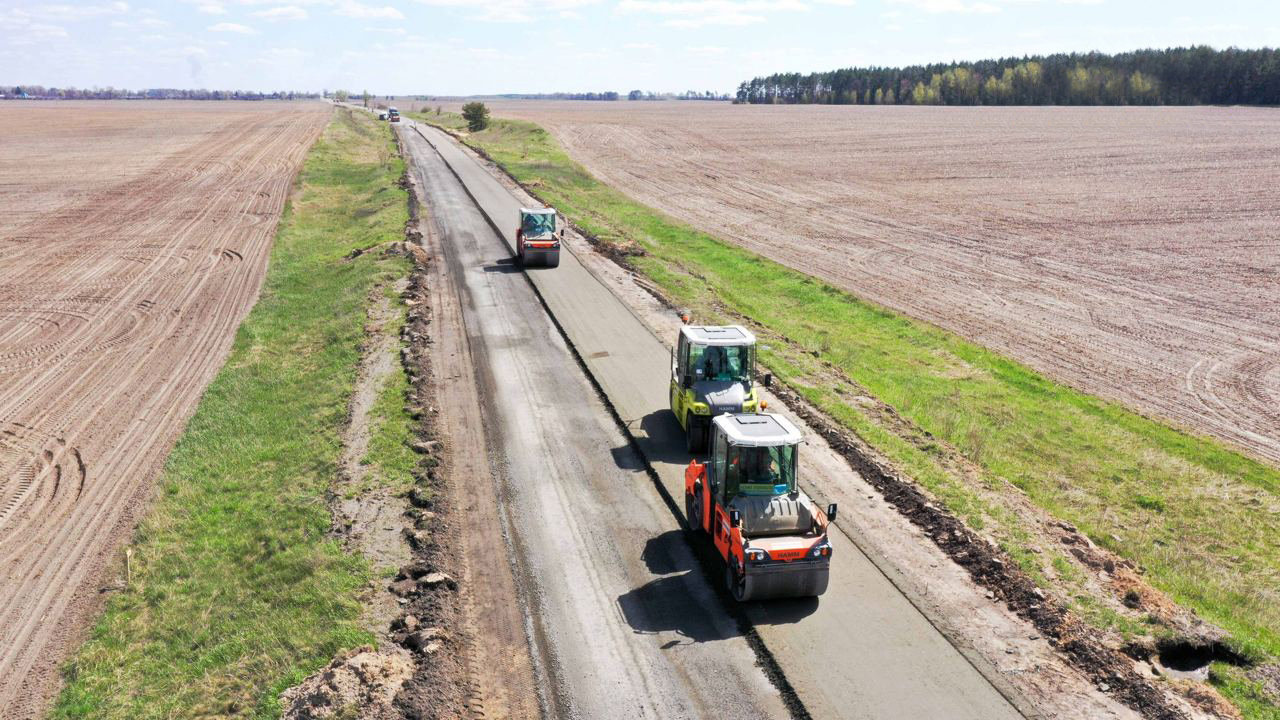
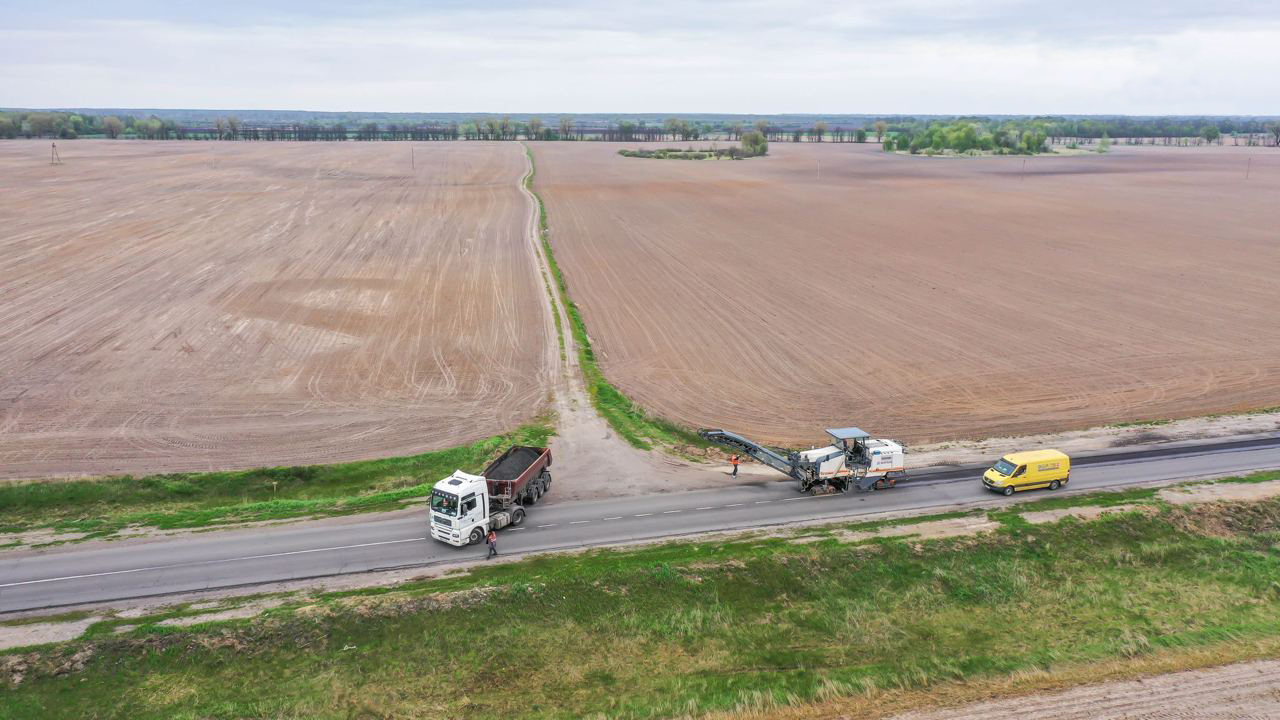
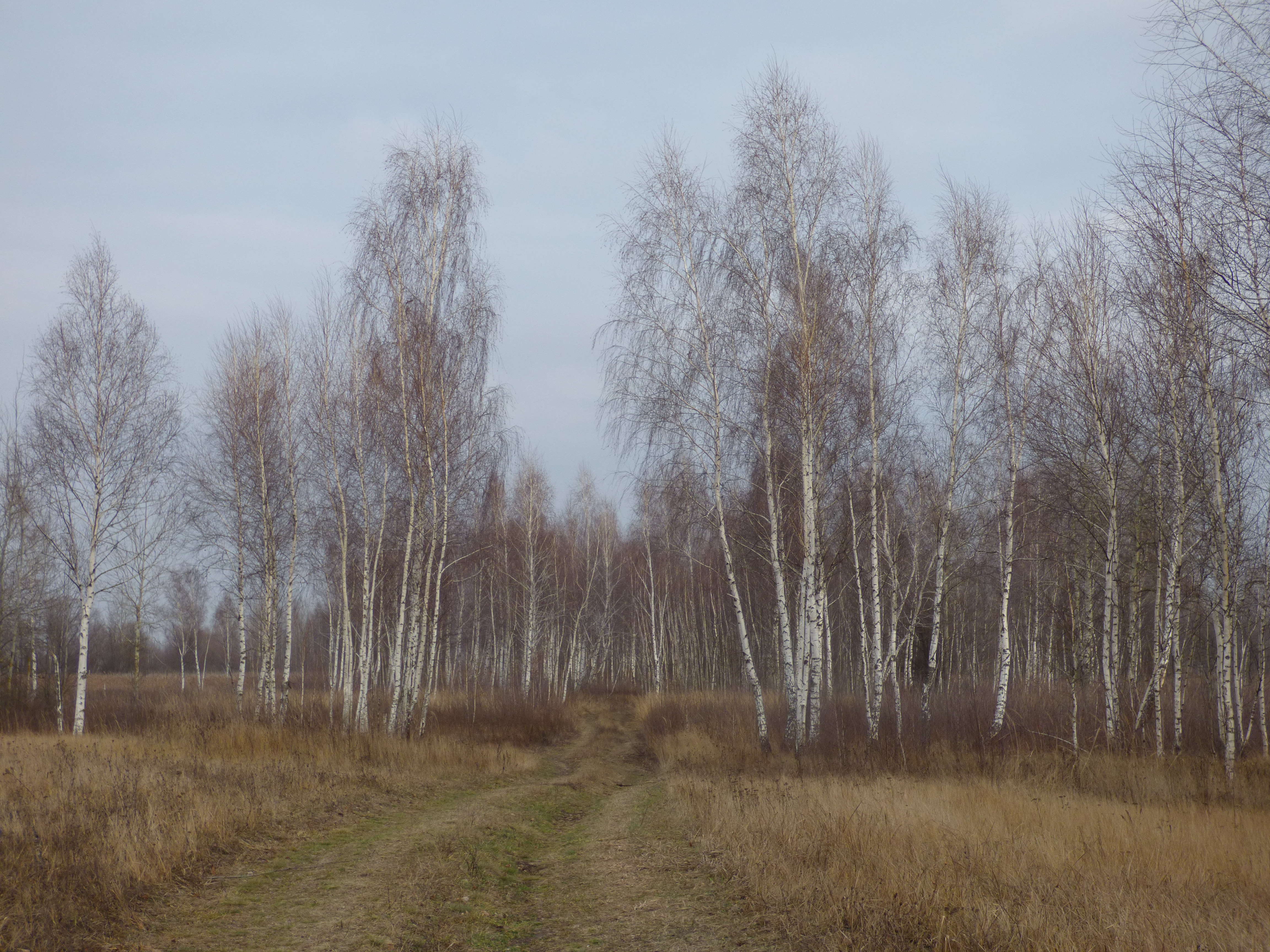
Гідрологічний заказник "Колісниківський".
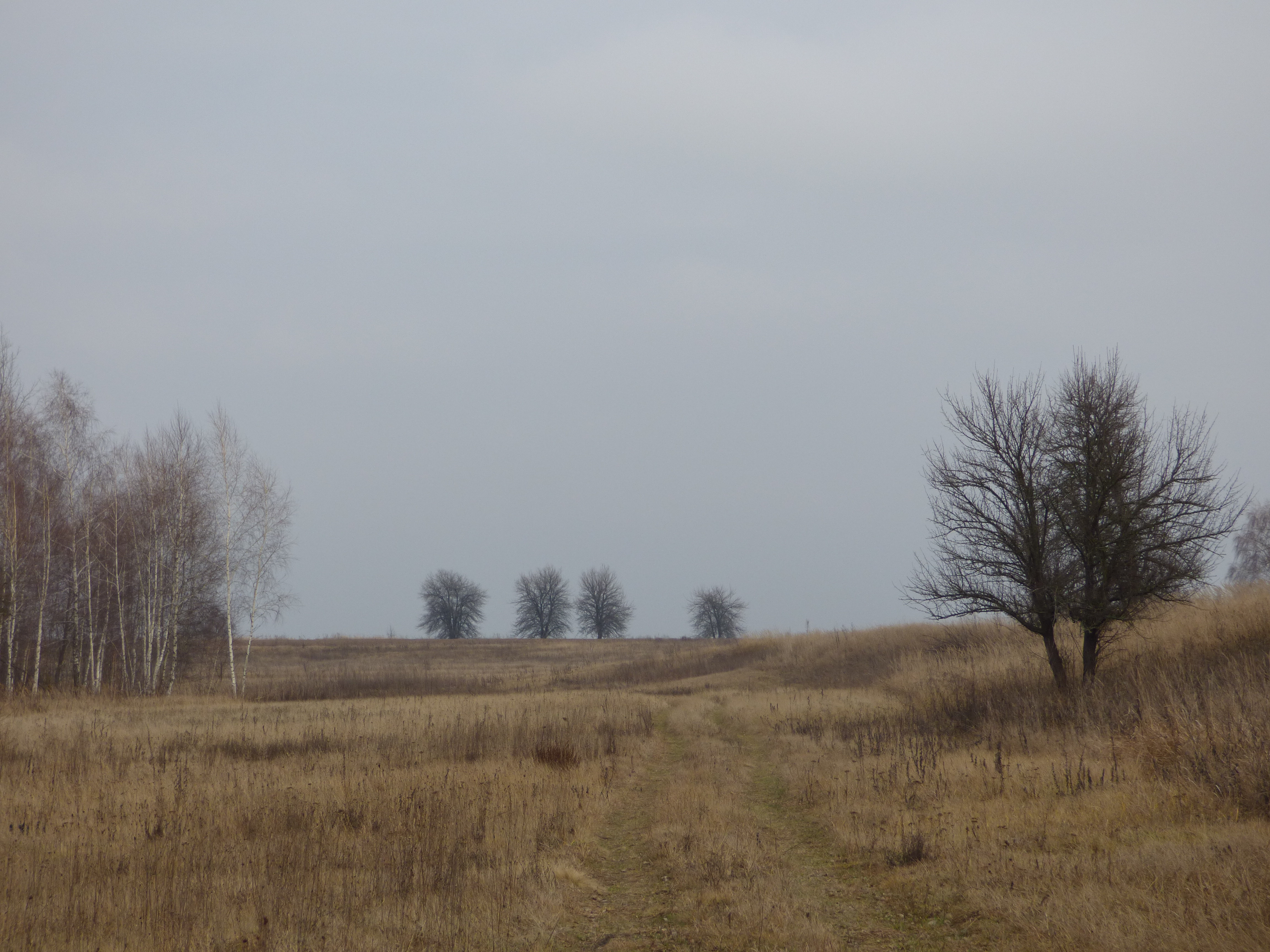
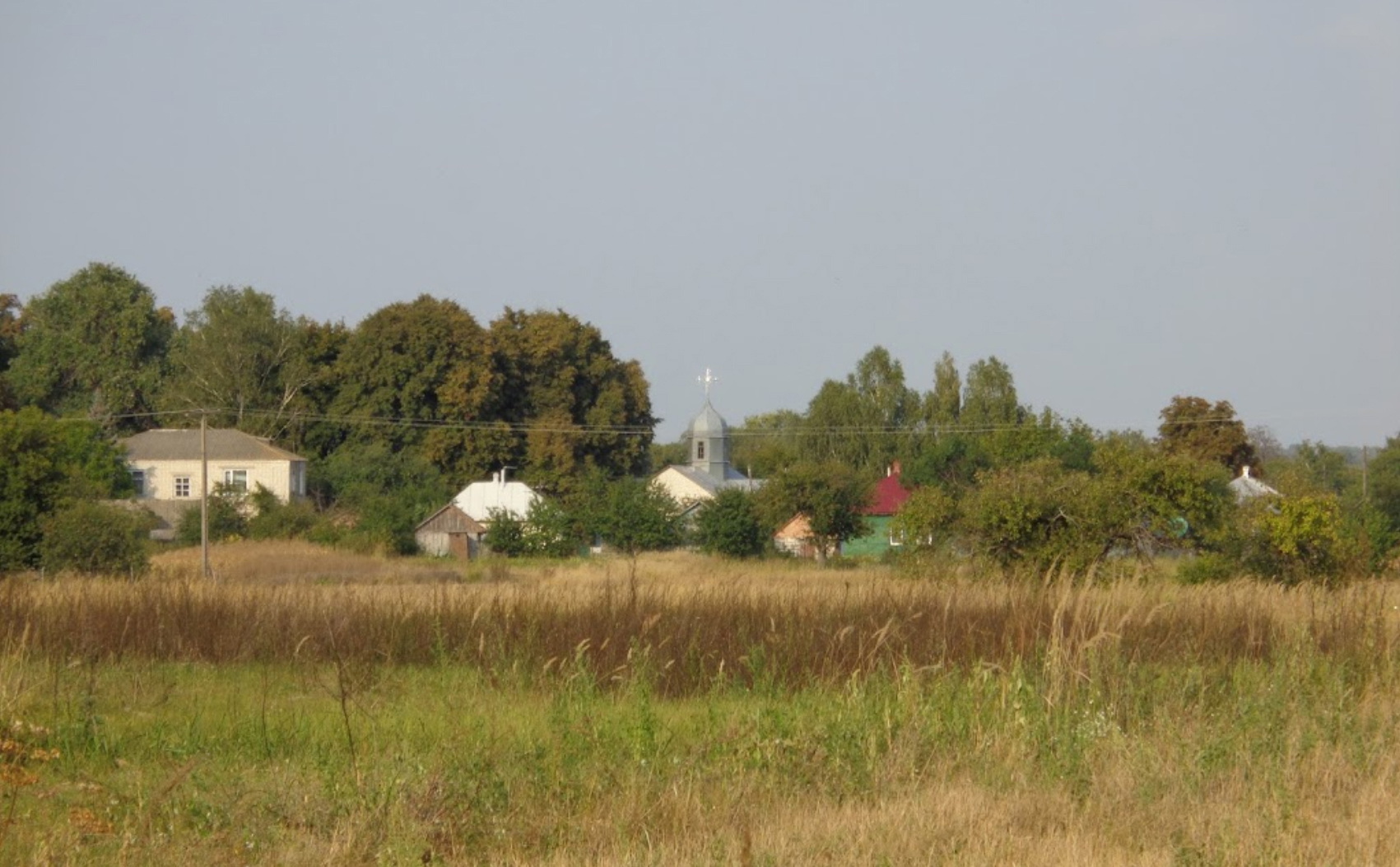
Вигляд частини села Колісники.

#### Російське вторгнення в Україну (2022 р.)
Під час російського вторгнення в Україну 24 лютого 2022 року, в Колісниках діяв загін територіальної оборони мешканців села для забезпечення порядку.

#### Сучасність.
Станом на 2025 рік населення Колісників становить менше 300 людей. За останні 50 років населення села зменшилось в 4 рази. Землі обробляються переважно фермерськими господарствами. Тваринництво та присадибне овочівництво представлене поодинокими приватними господарствами.
За більшістю ознак село Колісники через декілька років стане мертвим селом і може зникнути, як численні села Чернігівщини.

## Населення

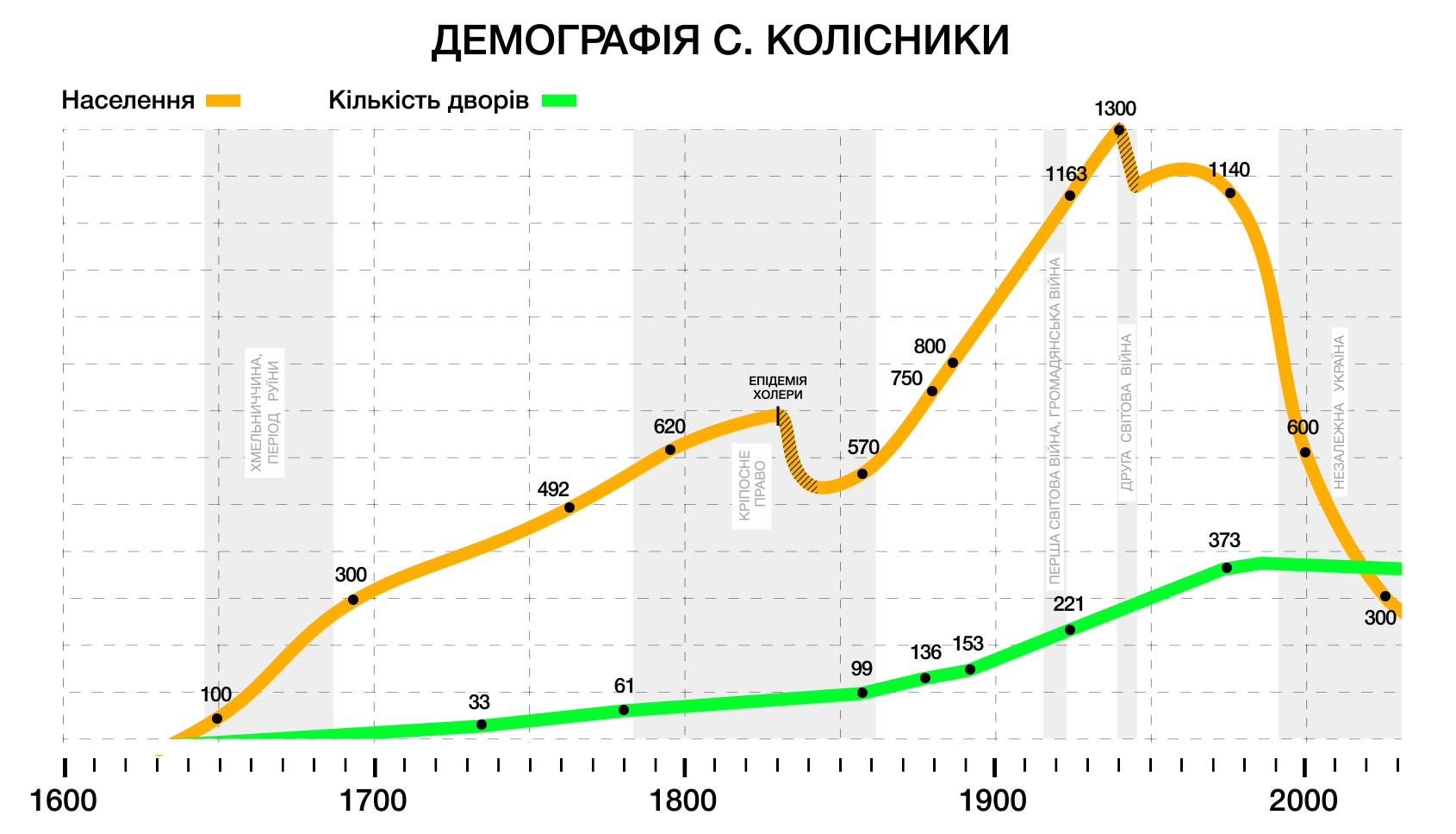
Населення с. Колісники XVII-XXI ст..

#### Мова
Розподіл населення за рідною мовою за даними перепису 2001 року:
| Мова       | Кількість | Відсоток |
| ---------- | --------- | -------- |
| українська | 516       | 97.36%   |
| російська  | 13        | 2.45%    |
| білоруська | 1         | 0.19%    |
| Усього     | 530       | 100%     |

#### Прізвища
| Століття  | Селяни | Козаки |
| --------- | --- | --- |
| XVIII ст. | Андрушко, Білецький, Бондаренко, Гайдук, Герасименко, Дяденко, Забережний, Заковоротний (Коворотний), Зименко, Іващенко (Ващенко), Ігнатенко, Коваль, Колесник, Комар, Кондратенко, Кононяк, Костюченко, Кошовий, Кравченко, Крачок (Крачко), Кресан, Кучеренко, Куда (Куйда, Куденко), Мартиненко, Марченко, Мисик, Михальчук, Мокрий, Молоток, Мотовка, Недоля, Нестеренко, Олійник, Рибак, Романенко, Руденко, Свинар (Свинаренко), Скрипель, Скрипка (Скрипченко), Сокол, Стецан (Стеценко), Харбур (Храбур), Харламенко, Ходос, Хондогий, Цапко, Царенко, Чебейко, Чупіка, Шарий, Швець, Шуляк, Ющенко | Блуд, Давиденко, Куліш, Куриленко, Любченко, Овдієнко, Полулях (Полуляшенко), Хоменко, Ювко (Ювченко) |
| XIX ст.   | Андрушко, Антоненко, Безпалий, Бондаренко, Ващенко, Гайдук, Забережний, Іващенко, Калитка, Карпенко, Коваленко, Коворотний, Козел, Колесник, Корогва, Костюченко, Котляр, Кравченко, Крачок, Крисько, Куда (Куйда, Куденко), Марченко, Мокрий, Недоля, Нестеренко, Ніколаєнко, Новиченко, Пелещук, Прищепа, Рибак, Савелій, Скрипка (Скрипченко), Слєпушко, Сокол, Стеценко, Ходос, Хондогий, Цапко, Чебейко, Чупіка, Шарий, Ющенко | Блуд, Давиденко, Кезля, Кушніренко, Овдієнко, Полулях, Щербина, Ювко |
| XX ст.    | Андрушко, Антоненко, Безпалий, Блуд, Гайдук, Давиденко, Забережний, Калитка, Карпенко, Кезля, Козел, Козленко, Колесник, Котляр, Кравченко, Крисько, Куденко, Куйда, Кушніренко, Мокрий, Нагірний, Недоля, Овдієнко, Остапенко, Пелещук, Пивовар, Полулях, Прищепа, Рибак, Риженко, Романенко, Сокол, Ходос, Хондогий, Цапко, Чупіка, Щербина, Ювко, Ющенко | Андрушко, Антоненко, Безпалий, Блуд, Гайдук, Давиденко, Забережний, Калитка, Карпенко, Кезля, Козел, Козленко, Колесник, Котляр, Кравченко, Крисько, Куденко, Куйда, Кушніренко, Мокрий, Нагірний, Недоля, Овдієнко, Остапенко, Пелещук, Пивовар, Полулях, Прищепа, Рибак, Риженко, Романенко, Сокол, Ходос, Хондогий, Цапко, Чупіка, Щербина, Ювко, Ющенко |

#### Відомі уродженці
Полулях Антон Стефанович (1744 — 1827), козак, колоніст Північного приазов'я, один із засновників с. Чернігівка, Запорізької області.
Полулях Іларіон Кузьмович (1897 — 1917), спадковий козак, військовий, борець за незалежність УНР.
Кравченко Микола Дмитрович (1927 — 1996), підполковник Радянської армії, нагороджений медаллю «За бойові заслуги» 1956 р. за активну участь у бойових діях в ході воєнного придушення антирадянського повстання в Угорщині.
Кравченко Федір Дмитрович (1927 — 1989), майор Радянської армії, нагороджений медаллю «За бойові заслуги» 1955 р.
Коворотний Сергій Володимирович (1977 —2014), прапорщик Збройних сил України, учасник російсько-української війни 2014 р.

## Школа в с. Колісники.
З 1874 року діти мешканців Колісників отримали можливість здобувати початкову освіту в селищах Мрин та Плоске, де було відкрито земські школи і в перший рік навчання в Мринській та Плосківській земських школах навчались близко 130 учнів, серед яких були і учні з Колісників.
На початку XX сторіччя за часів Російської імперії, в Колісниках існувала земська школа. Про це свідчать офіційні метричні записи про мешканців с. Колісники, зокрема за 1910 рік, є записи про вчителів "Колесниковской земской школы Александру Васильевну Спасскую и Анну Степановну Пионтковскую" які записані як воспріємники (хрещені батьки) новонароджених дітей в селі.
Вже за радянської влади, у 1926 році в Колісниках було збудовано школу, поблизу сучасної автобусної зупинки на розі вул. Козачої та Гоголя. В цій школі в 30-х роках освіту здобувало 180 учнів. Спочатку навчатись могли тільки хлопчики, яких за невиконання домашнього завдання ставили голими колінами на гречку або просо.
У 1964 році в Колісниках було відкрито восьмирічну школу, будівля якої і до цього часу існує. Навчалось, близько, 80-100 учнів. Навчання велось в дві зміни: вдень для дітей, і для дорослих, які навчались у вечірній час після роботи. Збереглися імена директорів та педагогів які працювали в школі: Пінчук Петро Якович, Ставицький Петро Данилович, Кравченко Василь Дмитрович, Рабінович Борис Ізарович, Коворотна Валентина Олександрівна.
Одним з небагатьох соціальних закладів в Колісниках залишалась школа. У 2003 році відбулось злиття Григорівської та Колісниківської шкіл в одну школу.
На початку XXI століття директорами Колісниківської школи були: Лозова Леся Вячеславівна, Ювко Оксана Миколаївна, Ярмак Людмила Олександрівна. Почали вливатись нові кадри з сучасними ідеями і технологіями. Школа взяла курс на формування нової особистості XXI століття.
У 2011—2012 навчальний рік школа вступила у складі 34 учнів та учительського колективу з 8-ми фахівців. Останніми роками учнівський колектив Колісниківської школи був маленький, проте дружній. Завжди гучно в школі проходили святкові вечори. Майже все село об'єднувала школа у своїх стінах на Покровський ярмарок, Андріївські вечорниці, Новий рік, 8 Березня та інші свята. Учні завжди активно брали участь у районних олімпіадах, спортивних змаганнях, різних конкурсах.
У 2020 році Колісниківська школа припинила свою роботу.

## Місцевість

#### Географічні назви місцевостей:
До теперішнього часу дійшли назви місцевостей в селі та поблизу села:
- «Свинюх» — місцевість де в минулому жили селяни із прізвищем Свинар (Свинаренко);
- «Смолянка» — болото та джерело з якого бере початок річка Смолянка, яка впадає в р. Десну;
- «Хильківщина» — землі та колишній хутір, який належав поміщикам Фальковським яких називали "Хільківські";
- «Приміровщина» — землі які приєднали ("приміряли") до Колісників на початку XX сторіччя та дозволили будувати житло;
- «Болото, або Заболоття» — район навколо озера в північно-східній частині села;
- «Стрільцьове озеро» — озеро та місцевість, яка належала стрільцям;
- «Козачий куток або Полуляхів» (частина вулиці Козачої між вулицею Гоголя та трасою Р-67) — хутір в якому поселились козаки, що отримали землі у власність за військові заслуги після обрання гетьманом Лівобережної України Іваном Брюховецьким[53] у 1663 році.
- «Коворотнівка» — місцевість яка була відгорожена коворотами[54] від смолянського болота та гаю, пізніше стало прізвищем мешканців села — "Коворотний" (до XIX сторіччя — "Заковоротний");
- «Гончарівка» — місцевість де жили гончарі;
- «Старий табір» — місцевість де у XX сторіччі була розташована Машинно-тракторна станція (табір) який згодом був перенесений в район поблизу кладовища.
- «Дяківка»;
- «Маргаритове»;
- «Коцюбівщина»;
- «Залязовщина»;
- «Чичиндине»;
- «Шепшинівщина»;
- «Гринівщина».

Кладовища розташовані на найвищих пагорбах: велике кладовище, яке нині існує, та менше, яке знаходилось на місці сучасної пожежної станції (було знищене під час будівлі господарських споруд колгоспу "імені Г.І.Петровського" в 1930-х роках).

#### Місцеві легенди.
"Кумина долина":
| Ліві лапки | Багато років тому кум та кума - мешканці Колісників, йшли із Колісників до сусіднього села Мильники, щоб хрестити новонароджену дитину в мильниківській церкві. На півдорозі кума з кумою охопили хтиві думки та вирішили вони задовільнити свої гріховні бажання прямо в долині поруч з дорогою. Залишивши дитину окрай дороги, кум з кумою усамітнились в болотних зарослях та не помітили, як тіла захоплені хтивими витівками, поглинуло болото і поховало заживо у своєму багні. На краю дороги залишився одяг кума і куми та немовля, що гучно плакало. З тих пір болото на цьому місці ніколи не висихає та в болоті гучно кумкає ропуха, як пам'ять про великий гріх між кумом та кумою та миттєве покарання за нього. | Праві лапки |

"Козак Полулях":
| Ліві лапки | Після закінчення війни проти поляків, козак із прізвищем Полулях отримав великі наділи землі на хуторі близ Колісників, як винагороду за бойові заслуги. Тепер ця місцевість в селі називається Козачий куток. В його обов'язки входило керівництво загоном місцевих козаків для захисту від можливих загроз. Козак мав для цього зброю для себе і інших козаків. Зброю козак ховав у скрині, яку закопав на своєму дворищі. Таємниця скарбу зброї передавалася його нащадкам. Протягом багатьох років так і не настала нагода застосувати зброю. Де знаходиться закопаний скарб досі не відомо. | Праві лапки |

## Керівники

###### Поміщики:
- Петровський — до 1648 р.
- Вдова шляхтича Петровського — з 1648 до 1657 р.
- Олександр Цурковський (другий чоловік вдови Петровського) — з 1657 до 1672 р.
- Петро Михайлович Забіла (зять О. Цурковського) — з 1672 до 1689 р.
- Тарас Петрович Забіла — з 1689 до 1710 р.
- Тарас, Юрій, Михайло Тарасовичі Забіли — з 1710 до 1729 р.
- Степан Михайлович Забіла — середина XVIII ст.
- майор Григорій Ковалевський (зять С. Забіли) — перша половина XIX ст.
- Яків та Олександр Забіли — перша половина XIX ст.
- Олена Андріївна Парпура (племінниця О. Забіли) — перша половина XIX ст.

###### Староста:
- Іван Якович Шарий[56] — з 1883 до 1918 р.

#### Головиколгоспу"Прапор комунізму" с. Колісники:
- Корженко Григорій Миколайович
- Мазур Анатолій Іванович
- Сай Микола Олександрович
- Скрипка Микола Дмитрович

#### Голови сільської ради:
- Ющенко Григорій Миколайович
- Недоля Григорій Георгійович
- Коворотна Олена Сергіївна
- Рибка Анатолій Петрович